# Lực lượng Phòng vệ Israel
Lực lượng Phòng vệ Israel (tiếng Anh: Israel Defense Forces - IDF; tiếng Hebrew: צְבָא הַהֲגָנָה לְיִשְׂרָאֵל Tzva HaHagana LeYisra'elⓘ) là lực lượng quân sự của Israel, gồm Lục quân, Không quân và Hải quân. Đây là cánh vũ trang của các lực lượng an ninh Israel, không có quyền thực thi pháp lý dân sự.
Quân đội Israel nằm dưới quyền lãnh đạo của Tổng Tham mưu trưởng, thường được gọi là Ramatkal, trực thuộc Bộ Quốc phòng Israel. Bộ Quốc phòng chịu trách nhiệm quản lý quân đội. Đứng đầu Bộ Quốc phòng là Bộ trưởng và báo cáo trực tiếp lên Thủ tướng Israel. Tổng thống Israel mang tính nghi lễ và không có quyền lãnh đạo trực tiếp lên quân đội. Thủ tướng mới là người nắm quyền điều khiển quân đội thực tế thông qua Bộ trưởng Bộ Quốc phòng. Hiện tại Thủ tướng Israel là Benjamin Netanyahu, Bộ trưởng Bộ Quốc phòng là Benny Gantz và Tổng Tham mưu trưởng là Trung tướng Herzi Halevi.
Một mệnh lệnh của Bộ trưởng Quốc phòng David Ben-Gurion ngày 26 tháng 5 năm 1948 chính thức lập ra Các lực lượng Phòng vệ Israel như một quân đội đăng ký được hình thành từ nhóm bán vũ trang Haganah, bao gồm các nhóm du kích Irgun và Lehi. IDF là lực lượng vũ trang chính của Israel trong tất cả các chiến dịch quân sự của nước này - gồm cả cuộc Chiến tranh Ả Rập-Israel năm 1948, Chiến tranh Sinai năm 1956, Chiến tranh Sáu Ngày năm 1967, Chiến tranh Tiêu hao, Chiến tranh Yom Kippur năm 1973, Chiến dịch Litani, Chiến tranh Liban năm 1982, Chiến dịch Bức tường Phòng vệ, Chiến tranh Liban năm 2006 và Chiến dịch Cast Lead. Tuy ban đầu hoạt động ở ba mặt trận chính - chống lại Liban và Syria ở phía bắc, Jordan và Iraq ở phía đông, và Ai Cập ở phía nam. Sau Hiệp ước Hoà bình Ai Cập – Israel năm 1979, họ đã tập trung vào các hoạt động ở miền nam Liban và Các lãnh thổ Palestine, gồm cả phong trào Intifada lần thứ nhất và thứ hai.
Các lực lượng Phòng vệ Israel khác biệt so với hầu hết các lực lượng vũ trang trên thế giới ở nhiều điểm, gồm cả việc đăng ký nghĩa vụ quân sự của nữ, và cơ cấu, với các mối quan hệ thân cận giữa lục quân, hải quân và không quân. Từ khi được thành lập IDF đã phát triển để trở thành một đạo quân duy nhất thích ứng với các yêu cầu đặc biệt của Israel. Năm 1965, Các lực lượng Phòng vệ Israel đã được trao Giải Israel vì sự đóng góp của nó vào giáo dục. IDF sử dụng nhiều kỹ thuật được phát triển tại Israel, nhiều kỹ thuật trong số đó được chế tạo đặc biệt để thích ứng với các nhu cầu của IDF, như xe tăng chiến trường chính Merkava, các hệ thống vũ khí kỹ thuật cao, và các loại súng tấn công Galil và Tavor. Súng máy hạng nhẹ Uzi đã được sáng tạo ở Israel và được IDF sử dụng cho tới tháng 12 năm 2003, chấm dứt thời gian phục vụ từ năm 1954. Từ khoảng năm 1967, IDF đã có những quan hệ quân sự với Hoa Kỳ, gồm cả việc hợp tác phát triển, như với loại máy bay phản lực F-15I, hệ thống phòng vệ THEL, và hệ thống phòng vệ tên lửa Arrow.

## Lịch sử

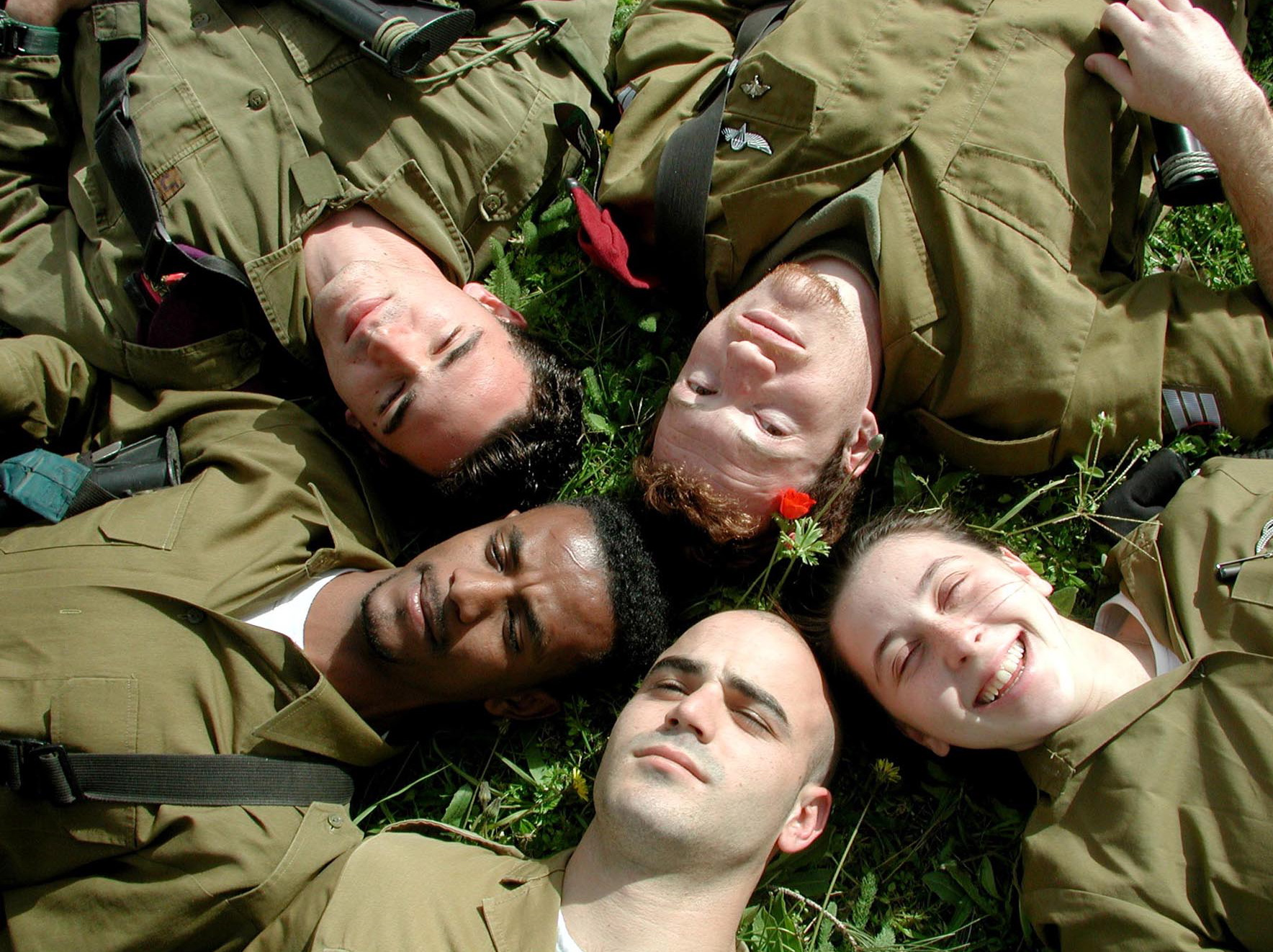
Các binh sĩ Israel nghỉ ngơi và thư giãn

IDF có nguồn gốc từ các tổ chức bán vũ trang Do Thái tại New Yishuv, bắt đầu với cuộc Aliyah lần thứ hai (1904 tới 1914). Tổ chức đầu tiên như vậy là Bar-Giora, được thành lập tháng 9 năm 1907. Nó được đổi thành Hashomer tháng 4 năm 1909, hoạt động cho tới khi Palestine Ủy trị Anh bắt đầu tồn tại năm 1920. Hashomer là một tổ chức của tầng lớp tinh hoa với mục tiêu hạn chế, và được lập ra chủ yếu để bảo vệ chống lại các băng đảng trộm cướp. Trong Thế Chiến I tiền thân của Haganah/IDF là Zion Mule Corps và Quân đoàn Do Thái. Sau những cuộc bạo loạn của người Ả Rập chống người Do Thái tháng 4 năm 1920, lãnh đạo của Yishuv thấy sự cần thiết thành lập một tổ chức phòng vệ ngầm trên phạm vi cả nước, và Haganah được thành lập tháng 6 cùng năm ấy. Haganah trở thành một lực lượng phòng vệ ở quy mô đầy đủ sau cuộc nổi dậy của người Ả Rập tại Palestine 1936–1939 với cơ cấu được tổ chức gồm Quân đoàn Mặt trận, Quân đoàn Bảo vệ và Palmach. Trong Thế Chiến II hậu thân của Quân đoàn Do Thái từ Thế Chiến I là Lữ đoàn Do Thái.
IDF được thành lập sau khi Nhà nước Israel được thành lập, sau khi Bộ trưởng Quốc phòng và Thủ tướng David Ben-Gurion ra một sắc lệnh ngày 26 tháng 5 năm 1948. Sắc lệnh kêu gọi việc thành lập Các lực lượng Phòng vệ Israel, và bãi bỏ mọi lực lượng vũ trang khác của người Do Thái. Dù Ben-Gurion không có quyền lực pháp lý để ra một sắc lệnh như vậy, sắc lệnh này đã được nội các phê chuẩn trở thành hợp pháp ngày 31 tháng 5. Hai tổ chức ngầm khác của người Do Thái, Irgun và Lehi, đồng ý gia nhập IDF nếu họ có thể hình thành các đơn vị độc lập và đồng ý không thực hiện những phi vụ mua vũ khí độc lập. Đây là bối cảnh cho cuộc tranh cãi dẫn tới Vụ việc Altalena, khi sau một cuộc xung đột về những vũ khí tổ chức này mua dẫn tới một trận đánh giữa các thành viên Irgun và IDF mới được thành lập. Vụ việc chấm dứt khi con tàu bị nã pháo. Sau vụ việc, mọi đơn vị độc lập của Irgun và Lehi hoặc bị giải tán hoặc sáp nhập vào trong IDF. Palmach, một nhóm vận động mạnh bên trong Haganah, cũng gia nhập IDF với một số điều khoản, và Ben Gurion đáp trả bằng cách giải tán cơ cấu của nó năm 1949, sau vụ đó nhiều sĩ quan cao cấp của Palmach nghỉ hưu, đáng chú ý nhất là chỉ huy đầu tiên của nó, Yitzhak Sadeh.
Quân đội mới tự tổ chức trong cuộc Chiến tranh Ả Rập-Israel năm 1948, khi Syria, Liban, Ai Cập, Transjordan, Iraq, Ả Rập Xê Út và Yemen tuyên chiến với Israel. Mười hai Lữ đoàn bộ binh và thiết giáp được thành lập bao gồm Golani, Carmeli, Alexandroni, Kiryati, Givati, Etzioni, các lữ đoàn thiết giáp số 7 và số 8, Oded, Harel, Yiftach và Negev. Sau cuộc chiến, một số lữ đoàn được chuyển thành các đơn vị dự bị, và các lữ đoàn khác bị giải tán. Các ban chỉ huy và quân đoàn được thành lập từ các quân đoàn và quân chủng trong Haganah, và cơ cấu căn bản bên trong IDF này vẫn còn tồn tại đến ngày nay.
Ngay sau cuộc chiến tranh năm 1948, Các lực lượng Phòng vệ Israel chuyển sang cuộc xung đột cường đột thấp chống lại các du kích Ả Rập Palestine. Trong cuộc Khủng hoảng kênh Suez năm 1956, thử nghiệm đầu tiên về sức mạnh của IDF sau năm 1949, quân đội mới đã chứng tỏ được khả năng của mình khi chiếm Bán đảo Sinai từ Ai Cập, vùng này sau đó đã được trả lại. Trong cuộc Chiến tranh Sáu Ngày năm 1967, Israel chiếm Bán đảo Sinai, Bờ Tây và Cao nguyên Golan từ các quốc gia Ả Rập láng giềng, làm thay đổi cán cân quyền lực trong vùng cũng như vai trò của IDF. Trong những năm sau đó dẫn tới cuộc Chiến tranh Yom Kippur, IDF đã thực hiện một cuộc chiến tranh tiêu hao chống lại Ai Cập ở Sinai và một cuộc chiến tranh biên giới chống lại PLO ở Jordan, lên tới đỉnh điểm là Trận Karameh.
Cuộc Chiến tranh Yom Kippur đầy bất ngờ và những hậu quả của nó đã làm thay đổi tiến trình và cách tiếp cận chiến tranh của IDF. Những thay đổi trong tổ chức đã được thực hiện và IDF dành nhiều thời gian hơn cho huấn luyện chiến tranh thông thường. Tuy nhiên, trong những năm sau đó vai trò của quân đội một lần nữa dần chuyển sang thực hiện chiến tranh cường độ thấp, chiến tranh đô thị và chống chủ nghĩa khủng bố. IDF tham gia vào cuộc Nội chiến Liban, thực hiện Chiến dịch Litani và sau này là cuộc Chiến tranh Liban năm 1982, khi IDF loại bỏ các tổ chức du kích Palestine ra khỏi Liban. Từ đó khả năng chiến đấu của người Palestine là trọng tâm chính của IDF, đặc biệt trong phong trào Intifada lần thứ nhất và lần thứ hai, Chiến dịch Lá chắn Phòng vệ và Chiến tranh Gaza, khiến IDF phải thay đổi nhiều giá trị của mình và đưa ra Tinh thần của IDF. Tổ chức Hồi giáo Shia Hezbollah cũng là một mối đe doạ ngày càng lớn, và để chống lại nó IDF đã thực hiện một cuộc chiến tranh tổng lực năm 2006.

## Từ nguyên
Nội các Israel đã phê chuẩn cái tên "Lực lượng Phòng vệ Israel" (tiếng Hebrew: צְבָא הַהֲגָנָה לְיִשְׂרָאֵל), Tzva HaHagana LeYisra'el, nghĩa đen "vệ quốc quân Israel," ngày 26 tháng 5 năm 1948. Một tên khác được đề nghị là Tzva Yisra'el (tiếng Hebrew: צְבָא יִשְׂרָאֵל). Tên này được chọn bởi nó mang ý nghĩa rằng vai trò của quân đội là phòng vệ, và bởi nó chứa trong đó cái tên Haganah, là tổ chức tiền thân của quân đội. Trong số những bên đáng lưu ý phản đối cái tên IDF là Bộ trưởng Haim-Moshe Shapira và Đảng Hatzohar, cả hai đều ủng hộ Tzva Yisra'el.

## Tổ chức
Tất cả các nhánh của IDF đều thuộc một Ban tham mưu duy nhất. Tổng Tham mưu trưởng là sĩ quan duy nhất có cấp bậc Trung tướng (Rav Aluf). Trong Quân đội Israel thì quân hàm Trung tướng là cao nhất. Tổng Tham mưu trưởng báo cáo trực tiếp cho Bộ trưởng Bộ Quốc phòng và gián tiếp cho Thủ tướng Israel. Các Tham mưu trưởng chính thức do nội các chỉ định, dựa trên đề xuất của Bộ trưởng Quốc phòng. Nhiệm kỳ của Tổng Tham mưu trưởng và các Tham mưu trưởng là 3 năm, nhưng chính phủ có thể bỏ phiếu để kéo dài thời gian phục vụ lên 4 năm (và trong một số trường hợp là 5 năm).

### Cơ cấu
IDF gồm các cơ quan sau (những cơ quan mà lãnh đạo của nó là thành viên của Ban Tham mưu được bôi đậm):

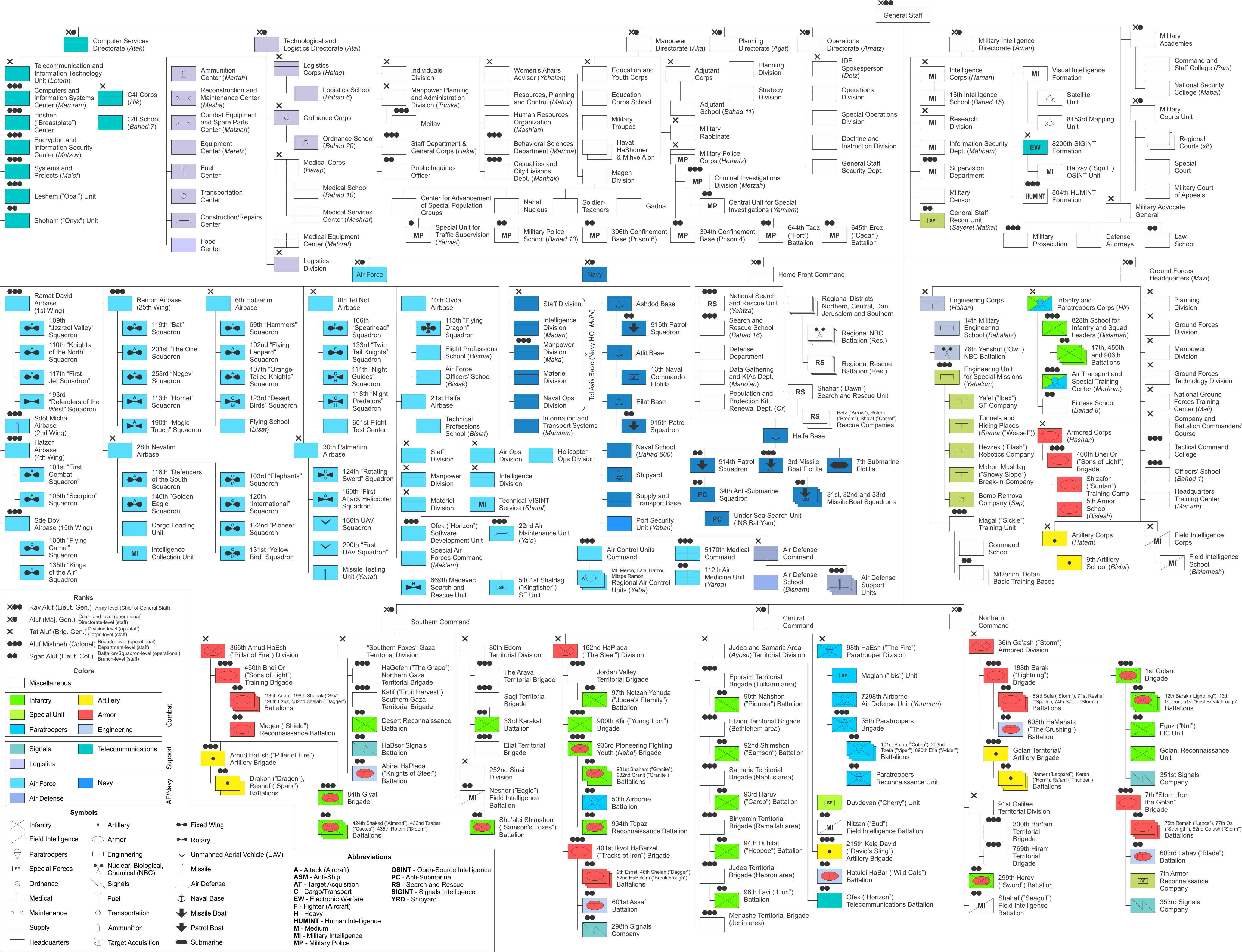
Cơ cấu Các lực lượng Phòng vệ Israel.

| - Bộ tư lệnh Phương Bắc - Bộ tư lệnh Trung tâm - Bộ tư lệnh Phương Nam - Bộ tư lệnh Mặt trận Quê hương Lục quân - Binh chủng Bộ binh - Lữ đoàn Oz - Lữ đoàn Dù - Lữ đoàn Golani - Lữ đoàn Nahal - Lữ đoàn Givati - Lữ đoàn Kfir - Lữ đoàn Bislamach - Binh chủng Thiết giáp - Lữ đoàn thiết giáp số 7 Sa'ar - Lữ đoàn thiết giáp số 188 Barak - Lữ đoàn thiết giáp số 401 Ikvot HaBarzel - Lữ đoàn thiết giáp số 460 Bnei Or - Binh chủng Pháo binh - Binh chủng Công binh - Binh chủng Quân báo Chiến trường Không quân và Không gian - Quân chủng Không quân - Mạng lưới Phòng không Hải quân - Quân chủng Hải quân Quân sự - Các Học viện Quân sự - Cao đẳng Chỉ huy Chiến thuật - Cao đẳng Chỉ huy và Tham mưu - Cao đẳng An ninh Quốc gia - Ban phối hợp các Hoạt động của Chính phủ trong các Lãnh thổ - Cố vấn tài chính cho Tham mưu trưởng - Thư ký Quân sự của Thủ tướng Dân sự: - Tổng giám đốc thuộc Bộ Quốc phòng - Đơn vị Kiểm soát Thành lập Quân sự - Ban điều hành Phát triển Công nghiệp Vũ khí và Kỹ thuật | Bộ Tổng Tham mưu - Nha Kế hoạch - Nha Điều hành - Người phát ngôn IDF - Trung tâm Nghiên cứu quân sự liên ngành Dado - Nha Tình báo (Aman) - Sở Tình báo - Sở Kiểm duyệt Quân đội - Bộ Chỉ huy Hậu tuyến - Nha Nhân lực - Sở Quân cảnh - Sở Giáo dục và Thanh niên - Sở Phụ tá Hành chính - Sở Quản trị tổng quát - Tuyên úy Quân đội - Cố vấn Nữ vụ - Vụ Kế hoạch và Quản trị nhân sự - Ban Nhân sự chuyên biệt - Ban Tham mưu - Chỉ huy trưởng Sĩ quan Dự bị - Tòa án Quân sự / Khối Quân pháp - Tòa án Quân sự - Khối luật sư quân đội - Tòa phúc thẩm quân sự - Nha Hoạt động Máy tính - Sở C4I - Nha Kỹ thuật và Hậu cần - Sở Quân nhu - Sở Bảo đảm, Cung cấp và Hậu cần - Sở Quân y |

### Các cơ quan liên quan
Các cơ quan sau quan hệ chặt chẽ với IDF, nhưng không (hay chỉ một phần) thuộc về cơ cấu chính thức của nó.
| - Cộng đồng Tình báo - Shabak - Mossad - Hội đồng An ninh Quốc gia - Cảnh sát Israel - Cảnh sát Biên giới - Ban Nhà tù - Bảo vệ Knesset | - Công nghiệp Quốc phòng Israel (IMI) - Công nghiệp Hàng không Vũ trụ Israel (IAI) - Rafael Advanced Defense Systems Ltd. - Elbit Systems - Nhóm Elisra - Soltam - Plasan |

### Cấp bậc và Phù hiệu

#### Cấp bậc
Không giống hầu hết các quân đội trên thế giới, IDF sử dụng thống nhất danh xưng cho các cấp bậc tương đương ở mọi quân chủng, gồm cả không quân và hải quân. Hầu hết các cấp bậc có thể được trao theo thời gian phục vụ trong quân ngũ mà không xét theo thành tích hay công lao. Trừ trường hợp sĩ quan cao cấp, hoặc một số đặc biệt, cấp bậc được trao theo chức vụ, hoặc theo công lao.
Từ khi IDF thành lập cho tới cuối thập niên 1980, cấp bậc thượng sĩ (rav samal) là một cấp bậc trung gian giữa cấp hạ sĩ quan và cấp bậc sĩ quan, tương tự như trong các quân đội khác. Tuy nhiên, trong những thập niên 1990, số lượng quân nhân mang cấp bậc này trở nên đông đảo, vì vậy một loạt cấp bậc hạ sĩ quan quân tình nguyện được đặt ra như một sự phân tách từ cấp bậc này trừ cấp bậc Chuẩn úy (rav nagad).
Quân nghĩa vụ (Hogrim) (các cấp bậc quân nghĩa vụ được xếp theo thời gian phục vụ)
- Binh nhì (Turai)
- Binh nhất (Rav Turai)
- Hạ sĩ (Samal)
- Trung sĩ (Samal Rishon)

Hạ sĩ quan (Nagadim) (các cấp bậc từ đây chỉ trao cho các quân nhân tình nguyện)
- Thượng sĩ (Rav Samal)
- Thượng sĩ nhất (Rav Samal Rishon)
- Thượng sĩ cao cấp (Rav Samal Mitkadem)
- Thượng sĩ chỉ huy (Rav Samal Bakhir)
- Chuẩn úy (Rav Nagad)

Sĩ quan Chuyên môn (Ktzinim Akadema'im)
- Sĩ quan chuyên môn (Katzin Miktzo'i Akadema'i)
- Sĩ quan chuyên môn chỉ huy (Katzin Akadema'i Bakhir)

Sĩ quan (Ktzinim)
- Thiếu úy (Segen Mishneh)
- Trung úy (Segen)
- Đại úy (Seren)
- Thiếu tá (Rav Seren)
- Trung tá (Sgan Aluf)
- Đại tá (Aluf Mishneh)
- Chuẩn tướng (Tat Aluf)
- Thiếu tướng (Aluf)
- Trung tướng (Rav Aluf)

#### Phù hiệu
Các binh sĩ IDF có ba kiểu phù hiệu (ngoài phù hiệu cấp bậc) xác định quân chủng, đơn vị và vị trí của họ.
Một gim gắn trên mũ beret xác định quân chủng của người lính. Các binh sĩ phục vụ tại các ban tham mưu trên cấp bậc quân chủng thường được xác nhận nhờ gim của Ban Tham mưu, dù không chính thức thuộc về nó, hay ghim của một quân chủng liên quan. Các binh sĩ mới nhập ngũ đang trải qua huấn luyện cơ bản (tironut) không có gim này. Màu mũ cũng thường xác định quân chủng của người lính, dù hầu hết các quân chủng không chiến đấu không có mũ beret riêng, và thỉnh thoảng mặc màu sắc của quân chủng mà trại nơi họ đang đồn trú thuộc về. Các đơn vị riêng biệt được xác định bởi các tấm nhãn trên vai áo. Đa số các đơn vị trong IDF có nhãn riêng, dù nói chung không sử dụng nhãn tương tự như của cấp chỉ huy của họ (quân chủng, ban chỉ huy, hay bộ tư lệnh địa phương).
Tuy nhiên mọi người không thể luôn luôn xác định vị trí/công việc của một binh sĩ, có hai yếu tố lựa chọn giúp xác định điều này: một dây tua gắn ở cầu vai trái và túi áo sơ mi, và một ghim thể hiện kiểu công việc của binh sĩ (thường được trao bởi một khoá huấn luyện chuyên nghiệp). Các ghim khác có thể chỉ ra quân chủng hay những khoá học đã thực hiện. Cuối cùng, một ghim chiến trường có thể lựa chọn xác định cuộc chiến người lính đã tham gia.

## Ngân sách
Trong thời kỳ 1950-66, Israel chi trung bình 9% GDP cho quốc phòng. Chi tiêu quốc phòng gia tăng mạnh sau các cuộc chiến tranh năm 1967 và 1973. Chi phí đạt tới mức cao nhất khoảng 24% GDP trong thập niên 1980, nhưng từ đó đã giảm trở lại về mức 9%, khoảng $15 tỷ, sau khi ký kết các thoả thuận hoà bình với Jordan và Ai Cập. Năm 2008, Israel chi $16.2 tỷ cho các lực lượng vũ trang, khiến họ trở thành nước có tỷ lệ phần trăm chi tiêu ngân sách trên GDP lớn nhất trong tất cả các nước phát triển.($2,300 mỗi người).
Ngày 30 tháng 9 năm 2009 Bộ trưởng Quốc phòng Ehud Barak, Bộ trưởng Tài chính Yuval Steinitz và Thủ tướng Benjamin Netanyahu đã tán thành một khoản chi thêm 1.5 tỷ cho ngân sách quốc phòng để giúp Israel giải quyết các vấn đề liên quan tới Iran. Ngân sách thay đổi hai tháng sau khi Israel đã thông qua ngân sách hai năm hiện tại của họ. Ngân sách quốc phòng năm 2009 ở mức NIS 48.6 tỷ và NIS 53.2 tỷ cho năm 2010 - con số lớn nhất trong lịch sử Israel. Con số này chiếm 6.3% tổng sản phẩm quốc nội dự tính và 15.1% tổng ngân sách, thậm chí trước khi con số tăng thêm NIS 1.5 được đưa ra.

## Nghĩa vụ quân sự

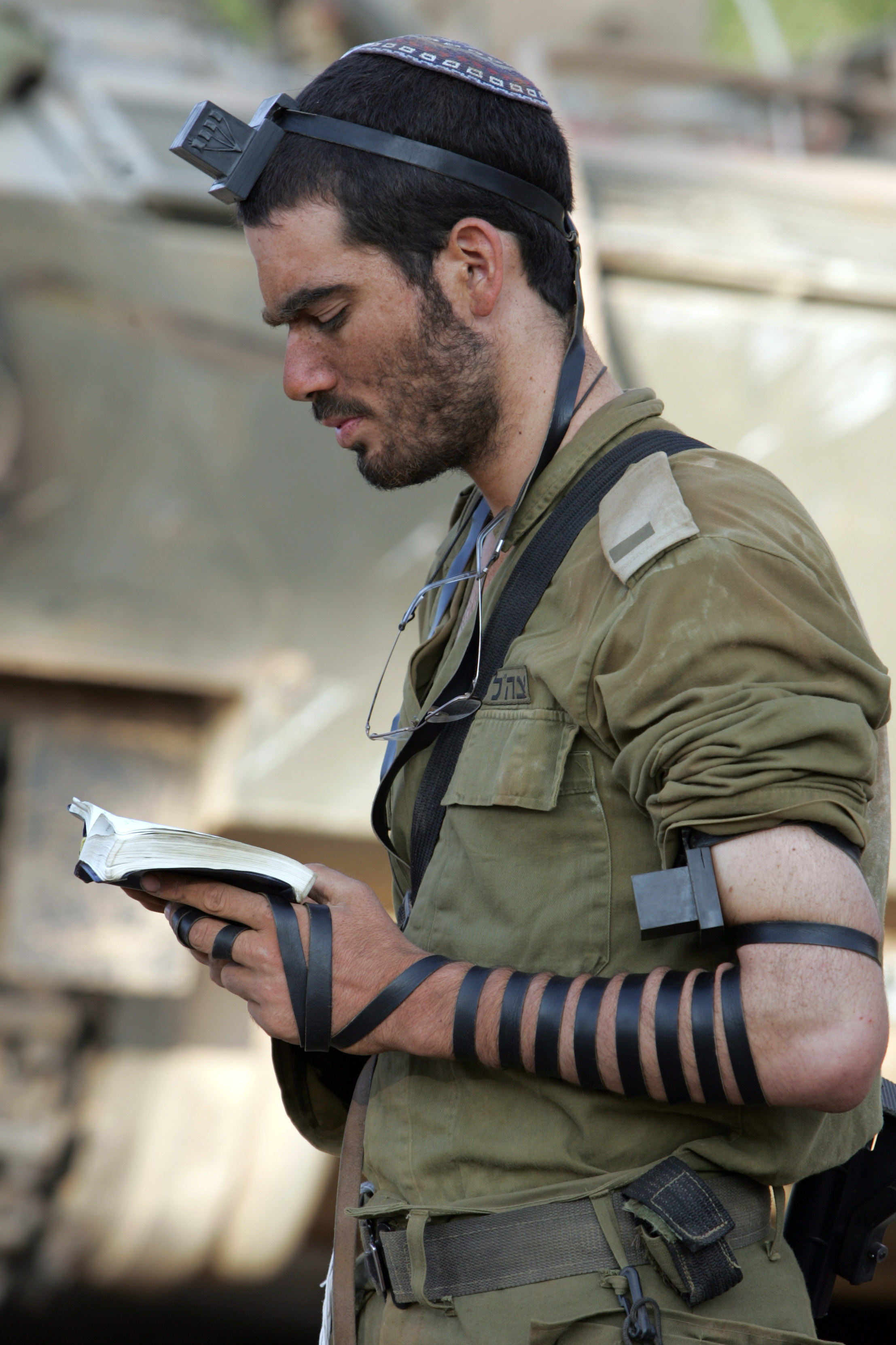
Một binh sĩ người Israel Do Thái đọc kinh cầu nguyện trong cuộc Chiến tranh Liban 2006

### Chính quy

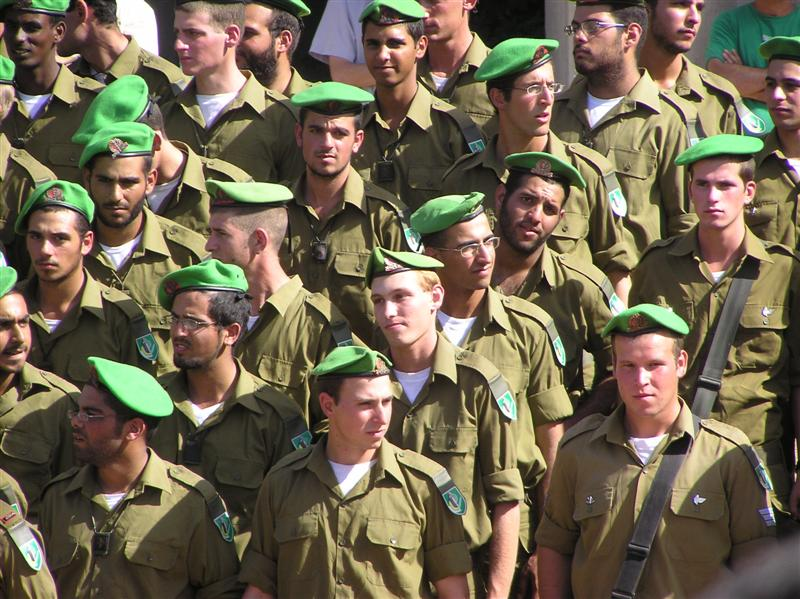
Các binh sĩ chính quy

Thực hiện nghĩa vụ quân sự quốc gia là bắt buộc đối với bất kỳ công dân Israel phi Ả Rập nào (cũng như với nam giới Druze) trên tuổi 18, mặc dù những ngoại lệ khác có thể được áp dụng theo tôn giáo, thể chất hay tâm lý.

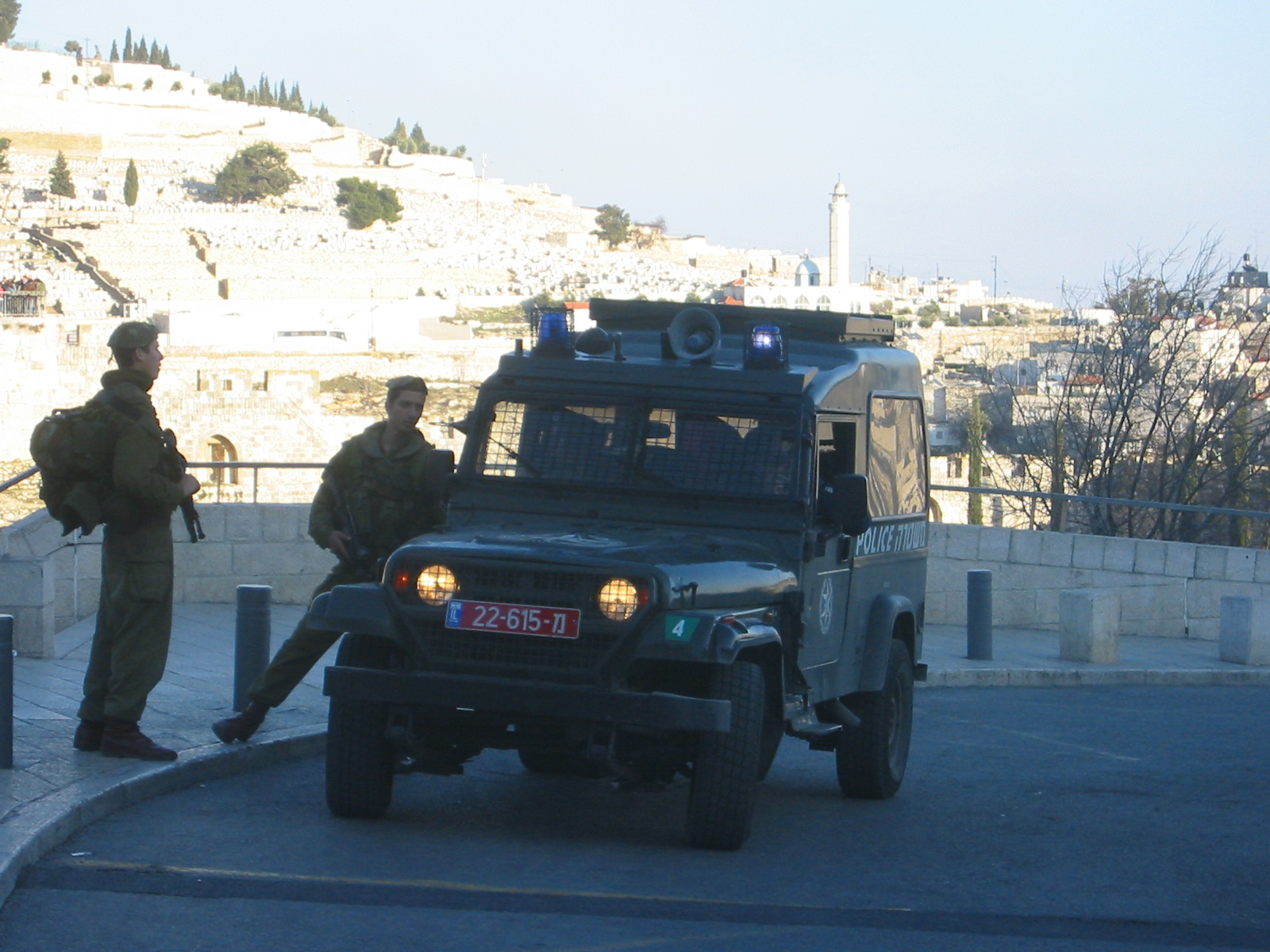
Cảnh sát biên giới Israel (không thuộc IDF) với một Magav Sufa tại Jerusalem với Núi Olives ở phía sau

Nam giới phục vụ ba năm trong IDF, trong khi nữ giới là hai năm. IDF cho phép phụ nữ tình nguyện phục vụ tại nhiều vị trí chiến đấu thực hiện nghĩa vụ quân sự trong ba năm bởi các binh sĩ chiến đấu phải trải qua một giai đoạn huấn luyện dài, như những giảng viên, những người cần thời gian huấn luyện dài, cũng có thể phục vụ ba năm. Phụ nữ ở hầu hết các vị trí chiến đấu cũng được yêu cầu ở trong lực lượng dự bị nhiều năm sau khi ngừng phục vụ chính quy.

### Bên ngoài IDF
Ngoài Nghĩa vụ quân sự quốc gia (Sherut Leumi), các binh sĩ của IDF có thể phục trong các cơ quan bên ngoài IDF theo một số cách. Lựa chọn chiến đấu là Cảnh sát Biên giới Israel (Magav), một phần của Cảnh sát Israel. Một số binh sĩ hoàn thành huấn luyện chiến đấu trong IDF và sau đó trải qua các khoá huấn luyện khác nữa về khủng bố và Cảnh sát Biên giới. Họ được biên chế về các đơn vị Cảnh sát Biên giới. Các đơn vị Cảnh sát Biên giới chiến đấu bên cạnh các đơn vị chiến đấu chính quy của IDF. Họ cũng chịu trách nhiệm về an ninh tại các khu đô thị như Jerusalem.
Nghĩa vụ quân sự không chiến đấu gồm Chương trình Nghĩa vụ Cảnh sát (Shaham), nơi thanh niên lựa chọn phục vụ trong cảnh sát, Ban Nhà tù Israel, hay các nhánh khác của Các lực lượng An ninh Israel.

### Dự bị
Sau khi đã hoàn thành nghĩa vụ quân sự, IDF có thể gọi nam giới trong trường hợp:
- Hoạt động dự bị lên tới một tháng mỗi năm, cho tới tuổi 43–45 (những người thuộc lực lượng dự bị có thể tự nguyện tham gia sau độ tuổi này)
- Hoạt động chính quy ngay lập tức trong thời điểm khủng hoảng

Trong hầu hết các trường hợp, hoạt động dự bị được thực hiện trong cùng đơn vị trong nhiều năm, trong nhiều trường hợp cùng đơn vị như quân chính quy và bởi những người như nhau. Nhiều binh sĩ từng phục vụ cùng nhau trong hoạt động chính quy tiếp tục gặp nhau khi phục vụ trong lực lượng dự bị nhiều năm sau khi đã giải ngũ, khiến hoạt động dự bị trở thành một trải nghiệm quan hệ mạnh trong xã hội Israel.
Dù vẫn luôn sẵn sàng để được gọi nhập ngũ trong các thời điểm khủng hoảng, hầu hết nam giới Israel, và hầu như toàn bộ nữ, thực tế không thực hiện nghĩa vụ dự bị trong bất kỳ năm nào. Các đơn vị không luôn gọi mọi thành viên dự bị của mình hàng năm, và có rất nhiều lý do để được miễn nếu bị gọi vào lực lượng dự bị. Hầu như không có loại trừ nào cho những người thuộc lực lượng dự bị trong thời điểm khủng hoảng, nhưng kinh nghiệm đã cho thấy rằng trong những trường hợp đó (gần đây nhất là cuộc Chiến tranh Liban năm 2006) những loại trừ hiếm khi bị yêu cầu hay được đưa ra; các đơn vị nói chung có tỷ lệ tuyển mộ cao hơn các tỷ lệ mong đợi.
Luật (bắt đầu có hiệu lực ngày 13 tháng 3 năm 2008) đã đề xuất cải cách trong hoạt động dự bị, hạ thấp tuổi tối đa phục vụ xuống 40, gọi đó là một lực lượng chỉ sử dụng trong trường hợp khẩn cấp, cũng như nhiều thay đổi khác trong cơ cấu (dù Bộ trưởng Quốc phòng có thể tạm ngừng bất kỳ tỷ lệ nào của nó vì các lý do an ninh). Tuy vậy, độ tuổi tới hạn cho nhiều thành viên lực lượng dự bị với cấp bậc không được liệt kê, sẽ là 49.

### Phụ nữ

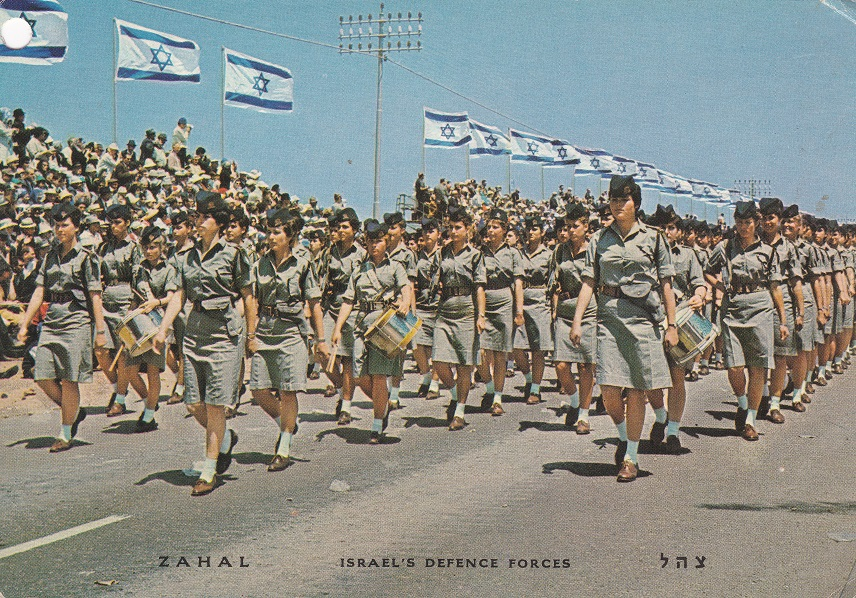
Các nữ binh sĩ năm 1956

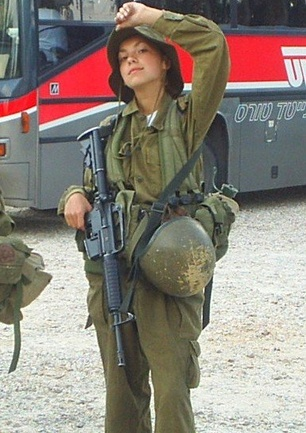
Binh sĩ nữ năm 2006

Là trường hợp duy nhất, Israel thực hiện đăng ký nghĩa vụ quân sự cả với nữ và đưa một số phụ nữ đã được huấn luyện tới các đơn vị bộ binh chiến đấu đặt họ trực tiếp tại trận tiền trước quân địch.. Tuy nhiên, một phần ba phụ nữ đăng ký nghĩa vụ (hơn gấp đôi con số của đàn ông) được miễn trừ, chủ yếu vì các lý do tôn giáo và hôn nhân.
Sau khi thực hiện nghĩa vụ quân sự, phụ nữ, giống như nam giới, trên lý thuyết phải phục vụ một tháng mỗi năm trong lực lượng dự bị. Tuy nhiên, trên thực tế chỉ một số phụ nữ trong vai trò chiến đấu được gọi vào dự bị tích cực, và chỉ trong vòng vài năm sau khi thực hiện nghĩa vụ tích cực, với nhiều cơ hội để được miễn (ví dụ, mang thai).

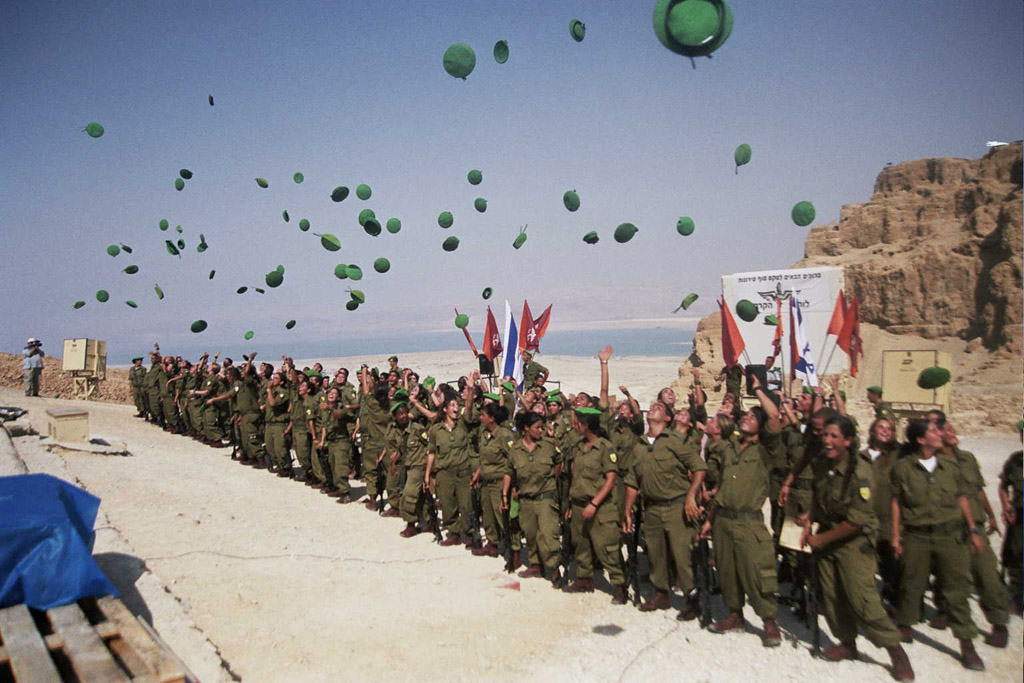
Tiểu đoàn Caracal dành cho cả hai giới, với khả năng chiến đấu đầy đủ

Ngoài từ cuộc Chiến tranh Ả Rập - Israel, khi sự thiếu hụt nhân lực khiến phụ nữ phải tham gia tích cực vào các trận chiến trên mặt đất, phụ nữ trong lịch sử bị cấm chiến đấu trong IDF, chỉ thực hiện các vai trò hỗ trợ kỹ thuật và hành chính. Các chỉ huy IDF trong lịch sử thường coi việc trao các trách nhiệm chiến đấu cho phụ nữ là phi đạo đức bởi mối nguy cơ cao bị tấn công tình dục họ sẽ gặp phải khi rơi vào tay kẻ thù:
Ngay sau khi IDF thành lập... việc loại bỏ mọi phụ nữ tại các vị trí mặt trận đã được quy định. Điểm mấu chốt cho quyết định này là thực tế rất lớn rơi vào tay quân địch như các tù binh chiến tranh. Có lý lẽ rằng, điều này là công bằng và hợp lý, khi yêu cầu phụ nữ phải đối mặt với nguy cơ và hy sinh tương tự nam giới; nhưng nguy cơ tù binh chiến tranh nữ bị hãm hiếp và làm phiền rõ ràng lớn hơn rất nhiều so với cùng nguy cơ ở nam giới.

Trong giai đoạn này IDF đã sử dụng các nữ giảng viên để đào tạo các binh sĩ nam trong một số vai trò, đặc biệt là các kíp lái tăng.
Sau một vụ kiện nổi tiếng năm 1994 của Alice Miller, một người Do Thái nhập cư từ Nam Phi, Toà án Cấp cao Israel đã chỉ thị cho Không quân Israel mở các lớp đào tạo phi công cho nữ. Miller đã trượt kỳ thi tuyển, nhưng nhờ có ý tưởng của cô, nhiều công việc chiến đấu đã được mở cho nữ giới. Ở thời điểm năm 2005, phụ nữ được cho phép phục vụ trong 83% vị trí trong quân đội, gồm cả trên các tàu Hải quân (ngoại trừ tàu ngầm), và Pháo binh. Các vị trí chiến đấu là tự nguyện với nữ giới.
Ở thời điểm năm 2002, 33% hạ sĩ quan, 21% Đại uý và Thiếu tá, và 3% các cấp bậc cao nhất là phụ nữ.

Các binh sĩ nữ năm 1950

Phụ nữ chủ yếu phục vụ trong vai trò tuần tra biên giới của Các lực lượng Phòng vệ Israel. Yael Rom, nữ phi công đầu tiên của Không quân Israel, được biên chế vào phi đội năm 1951. Phi công máy bay chiến đấu phản lực đầu tiên, Roni Zuckerman, được vào phi đội năm 2001. Tháng 11 năm 2007 Không quân đã chỉ định phó chỉ huy phi đội nữ đầu tiên.
Phụ nữ phục vụ trong các vai trò hỗ trợ và chiến đấu hạng nhẹ trong các Quân đoàn Pháo binh, các đơn vị bộ binh và các sư đoàn thiết giáp. Một vài trung đội, được gọi là Karakal, đã được thành lập, trong đó phụ nữ và nam giới cùng phục vụ trong bộ binh hạng nhẹ trên các biên giới với Ai Cập và Jordan. Karakal đã trở thành một tiểu đoàn năm 2004.
IDF đã xoá bỏ bộ tư lệnh "Quân đoàn Phụ nữ" năm 2001, tin rằng nó đã trở thành một thứ lỗi thời và một sự cản trở với sự hội nhập của phụ nữ vào quân đội như các binh sĩ thông thường và không có quy chế đặc biệt nào khác. Tuy nhiên, sau những áp lực từ những người ủng hộ nữ quyền, Tham mưu trưởng đã được thuyết phục giữ lại một "cố vấn cho các công việc phụ nữ". Các binh sĩ nữ hiện dưới quyền chỉ huy của các đơn vị riêng biệt dựa theo công việc chứ không phải theo giới tính. Cuộc chiến tranh Liban năm 2006 là lần đầu tiên kể từ năm 1948 phụ nữ xuất hiện trên trận tiền cùng với nam giới. Kỹ sư trực thăng không vận Thượng sĩ (res.) Keren Tendler đã trở thành binh sĩ chiến đấu nữ đầu tiên thiệt mạng trong chiến đấu.

## Sắc tộc thiểu số trong IDF

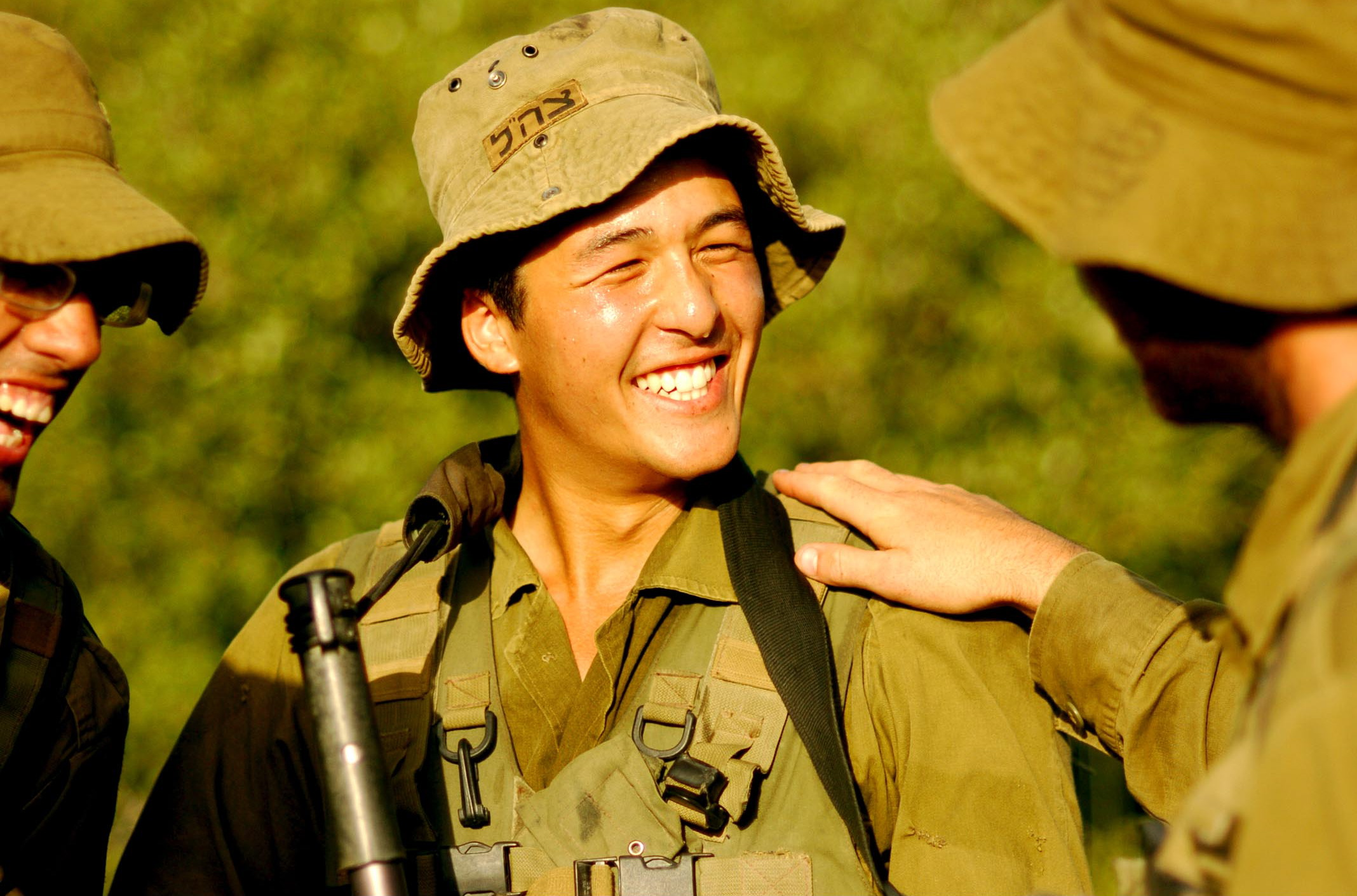
Một chàng trai người Do Thái gốc Á Đông đi lính nghĩa vụ quân sự để phục vụ cho tổ quốc Israel

Nam giới Druze và Circassian cũng là đối tượng bắt buộc thực hiện nghĩa vụ quân sự với IDF như người Do Thái Israel. Ban đầu, họ phục vụ trong khuôn khổ một đơn vị đặc biệt được gọi là "Đơn vị các sắc tộc thiểu số", vẫn còn tồn tại đến ngày nay, dưới hình thức tiểu đoàn độc lập Herev ("Thanh kiếm"). Tuy nhiên, từ thập niên 1980 các binh sĩ Druze dần phản đối kiểu bố trí này, cái mà họ coi là các phương tiện để phân biệt đối xử với họ và không cho họ tiếp cận tới các đơn vị tinh nhuệ. Quân đội dầnh chấp nhận các binh sĩ Druze vào các đơn vị chiến đấu thường trực và phong họ lên những cấp bậc cao hơn, những vị trí mà trước kia họ thường không thể đạt được. Trong những năm gần đây, nhiều sĩ quan Druze đã lên tới những cấp bậc cao như Thiếu tướng và nhiều người đã nhận được các huân chương công trạng. Cần lưu ý rằng, theo tỷ lệ số lượng, người Druze có mức độ lưu trữ cao hơn các binh sĩ khác trong quân đội Israel. Tuy nhiên, một số binh sĩ Druze vẫn cho rằng tình trạng phân biệt vẫn tiếp diễn, như việc không được tham gia Không quân, dù việc xếp hạng an ninh thấp chính thức cho người Druze đã bị xoá bỏ trong một số thời gian. Hoa tiêu máy bay người Druze đầu tiên hoàn thành khoá huấn luyện của mình năm 2005; căn cước của anh được bảo mật như với tất cả các phi công của không quân. Sau trận Ramat Yohanan trong cuộc Chiến tranh Ả Rập-Israel năm 1948, xấp xỉ 1000 binh sĩ và sĩ quan Druze Syria đã đào tẩu và gia nhập phía Israel.
Từ cuối thập niên 1970 Ủy ban Sáng kiến Druze đóng tại làng Beit Jan và liên kết với Đảng Cộng sản Israel đã kêu gọi xoá bỏ việc đăng ký nghĩa vụ quân sự của người Druze.
Đăng ký nghĩa vụ quân sự là một truyền thống trong dân cư Druze, với hầu hết người phản đối trong các cộng đồng Druze tại Cao nguyên Golan; 83% thanh niên Druze phục vụ trong quân đội, theo các thống kê của IDF.
Theo luật, mọi công dân Israel đều là đối tượng phải đăng ký nhập ngũ. Bộ trưởng Quốc phòng đã hoàn thành việc xem xét để trao quyền miễn trừ cho một số công dân riêng biệt hay các hạng công dân. Một chính sách có từ thời lập quốc Israel trao việc miễn trừ cho mọi sắc tộc thiểu số khác của Israel (đáng chú ý nhất là người Ả Rập Israel). Tuy nhiên, cũng có một chính sách từ lâu khuyến khích những người tình nguyện Bedouin và cung cấp cho họ nhiều sự ưu đãi, và trong một số cộng đồng Bedouin nghèo khó, sự nghiệp quân sự dường như là một trong số ít cách tiến lên các bậc thang xã hội. Tương tự, người Hồi giáo và Thiên chúa giáo cũng được chấp nhận như những người tình nguyện, thậm chí ở tuổi lớn hơn 18.

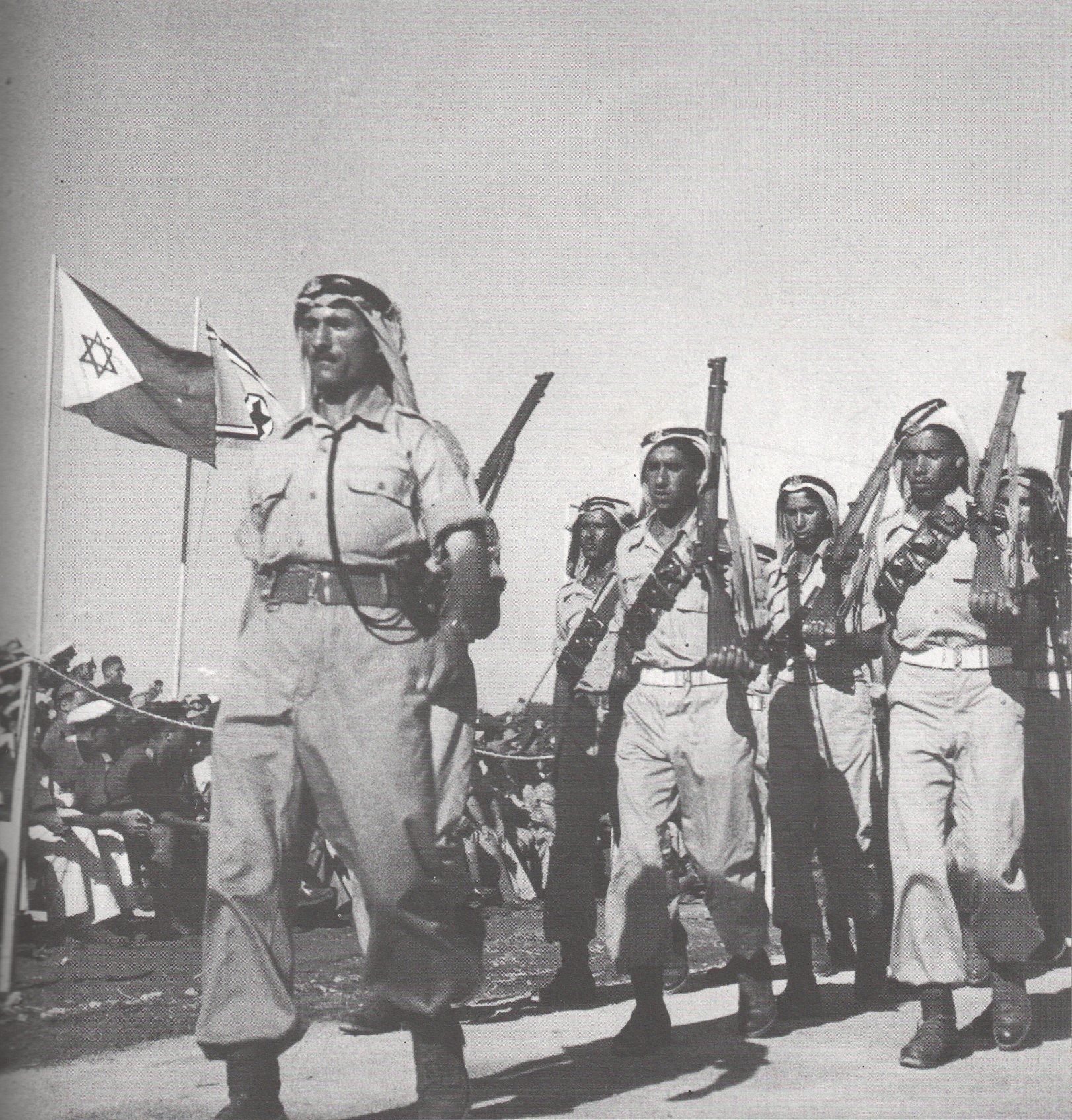
Binh sĩ Bedouin năm 1949

Từ trong các công dân Ả Rập phi Bedouin, số lượng người Ả Rập Thiên chúa giáo và thậm chí một số người Ả Rập Hồi giáo tình nguyện thực hiện nghĩa vụ quân sự là hiếm và chính phủ không có nỗ lực chính thức để thay đổi điều này. Sáu người Ả Rập Israel đã nhận được các huân chương quân công vì sự nghiệp quân sự của mình; trong số đó người nổi tiếng nhất là một sĩ quan Bedouin, Trung tá Abd el-Majid Hidr (cũng được gọi là Amos Yarkoni), người đã nhận được Order of Distinction. Gần đây hơn, một sĩ quan Bedouin đã được thăng lên cấp bậc Đại tá.

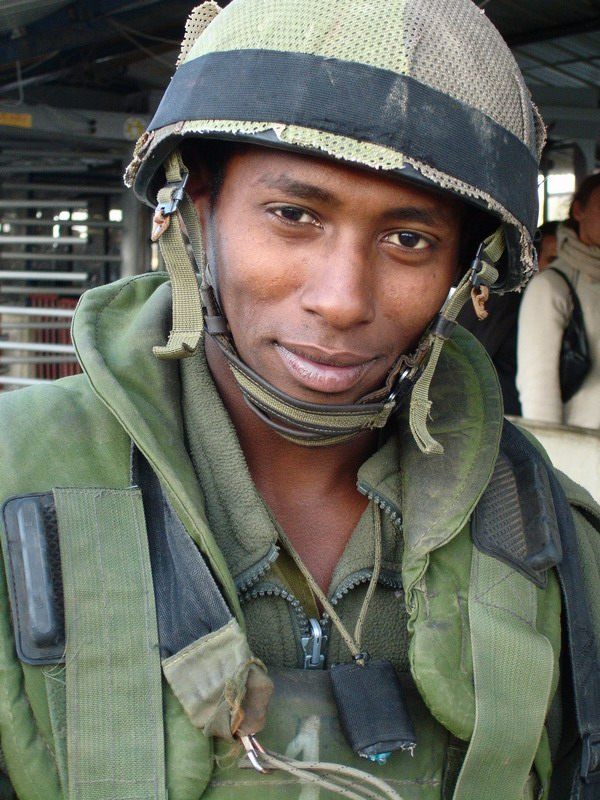
Một binh sĩ người Ethiopia Do Thái

Cho tới nhiệm kỳ Thủ tướng thứ hai của Yitzhak Rabin (1992-1995), những phúc lợi xã hội dành cho các gia đình trong đó ít nhất một thành viên (kể cả ông, chú hay anh em họ) đã phục vụ một thời gian trong các lực lượng vũ trang cao hơn rất nhiều so với các gia đình "phi quân sự", vốn được coi là biên pháp phân biệt hiển nhiên giữa người Do Thái và người Ả Rập. Rabin đã lãnh đạo việc xoá bỏ biện pháp này, bất chấp sự phản đối mạnh mẽ của cánh hữu. Hiện tại, ưu đãi chính thức duy nhất khi phục vụ quân đội là việc tiếp cận thông tin an ninh và phục vụ trong một số kiểu vị trí chính phủ (trong hầu hết trường hợp, có liên quan tới an ninh), cũng như một số lợi ích trực tiếp. Tuy nhiên, trên thực tế, một số lượng lớn công ty sử dụng lao động Israel đưa ra các quảng cáo tìm người gồm cả yêu cầu "đã hoàn thành nghĩa vụ quân sự" thậm chí khi công việc không hề liên quan tới an ninh, điều được coi là một uyển ngữ cho "không cần người Ả Rập/Haredim". Sự thử nghiệm nghĩa vụ quân sự đã trải qua cũng thường được áp dụng để được chấp nhận vào nhiều cộng đồng mới được thành lập, hoàn toàn ngăn cản người Ả Rập sinh sống tại đó. Tương tự, hãng hàng không quốc gia Israel El Al chỉ thuê các phi công đã phục vụ trong Không lực, trên thực tế ngăn cản người Ả Rập đảm nhiệm công việc này.
Mặt khác, những người Israel phi Ả Rập cho rằng thời hạn nghĩa vụ quân sự bắt buộc ba năm (hai năm cho phụ nữ) khiến họ mất ưu thế, bởi họ hoàn toàn mất ba năm trong cuộc đời khi phải phục vụ trong IDF, trong khi người Ả Rập Israel có thể đi làm việc ngay sau khi học xong, hay tốt nghiệp đại học. Trên thực tế, lời phàn nàn thường thấy nhất về bất kỳ chủ đề gì của việc phân biệt đối xử với người Ả Rập, ngay cả tại Knesset, trên truyền thông hay trong những công dân bình thường, là việc người Ả Rập "không thực hiện nghĩa vụ quân sự" giải thích tại sao họ bị loại bỏ khỏi một số hay toàn bộ lợi ích công dân. Cựu tướng quân đội Rafael Eitan, khi tham gia chính trường trong thập niên 1980, đề xuất rằng quyền bỏ phiếu nên được đặt liên hệ với nghĩa vụ quân sự. Ý tưởng này thỉnh thoảng lại được lật lại bởi các nhóm và đảng cánh hữu.
Theo Báo cáo về thực hiện nhân quyền tại các quốc gia của Bộ Ngoại giao Mỹ năm về Israel và các lãnh thổ chiếm đóng, "người Ả Rập Israel không bị yêu cầu phải thực hiện nghĩa vụ quân sự và, trên thực tế, chỉ một tỷ lệ nhỏ người Ả Rập Israel phục vụ trong quân đội. Những người không phục vụ trong quân đội ít có quyền tiếp cận so với các công dân khác tới các lợi ích kinh tế và xã hội mà việc thực hiện nghĩa vụ quân sự là một lợi thế, như nhà ở, các khoản trợ cấp, và việc làm, đặc biệt là công việc liên quan tới chính phủ hay công nghiệp an ninh. Trong công nghiệp an ninh, vì các lý do an ninh, người Ả Rập Israel nói cung bị giới hạn làm việc trong các công ty với các hợp đồng quốc phòng hay trong các lĩnh vực liên quan tới an ninh."
Trong những năm gần đây, đã có nhiều sáng kiến để cho phép người Ả Rập Israel tự nguyện tham gia Nghĩa vụ Quốc gia dân sự thay vì cho IDF, hoàn thành việc này sẽ khiến họ có quyền ưu tiên tương đương so với các cựu chiến binh IDF. Tuy nhiên, kế hoạch này đã gặp phải sự phản đối mạnh của các thành viên người Ả Rập trong nghị viện, và vì thế, không được áp dụng.

### Đồng tính
Từ năm 1993, những người đồng tính được phục vụ công khai trong quân đội, gồm cả tại các đơn vị đặc biệt, mà không có sự phân biệt đối xử nào. Điều này diễn ra sau khi một sĩ quan dự bị làm chứng trước Knesset rằng mình đã bị ngăn cản nghiên cứu một số chủ đề nhạy cảm và cấp bậc của mình đã bị thu hồi, bởi khuynh hướng giới tính của anh ta.

### Haredim

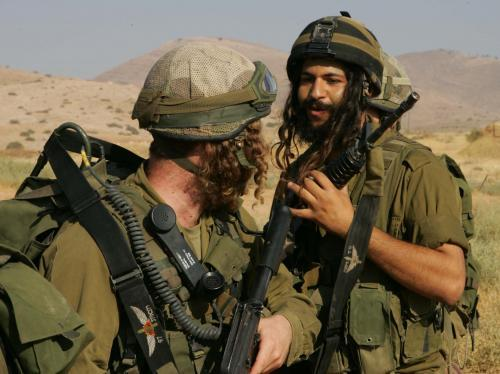
Các binh sĩ IDF thuộc Tiểu đoàn Netzah Yehuda

Nam giới thuộc cộng đồng Haredi có thể lựa chọn trì hoãn thực hiện nghĩa vụ quân sự khi đăng ký vào yeshivot (xem Ủy ban Tal), một quy định đã làm gia tăng căng thẳng giữa các tôn giáo Israel và các cộng đồng thế tục. Tuy người Haredim có thể lựa chọn phục vụ trong IDF trong một môi trường thuận lợi cho đức tin tôn giáo của họ, hầu hết người Haredim không lựa chọn phục vụ trong IDF.
Cộng đồng Haredi thường lựa chọn phục vụ trong Tiểu đoàn Bộ binh số 97 "Netzah Yehuda", các căn cứ Netzah Yehuda tuân theo các tiêu chuẩn cao nhất của các quy định ăn kiêng Do Thái và những người vợ của các binh sĩ và sĩ quan là những phụ nữ duy nhất được cho phép có mặt tại đó.
Ngoài ra, một số người Haredim phục vụ trong IDF thông qua hệ thống Hesder là một chương trình 5 năm gồm 1 năm học tôn giáo, 2 năm phục vụ quân sự và 2 năm học tôn giáo trong đó các binh sĩ có thể được gọi vào lực lượng chính quy ngay lập tức.

### Người tình nguyện nước ngoài
Người nước ngoài thông thường phục vụ trong IDF theo một trong ba cách:
- Chương trình Mahal nhắm vào những thanh niên Do Thái không phải người Israel (nam giới trẻ hơn 24 tuổi và nữ giới trẻ hơn 21). Chương trình thông thường gồm 16 tháng phục vụ trong IDF, gồm một thời gian huấn luyện dài cho những người thuộc các đơn vị chiến đấu hay một tháng huấn luyện không chiến đấu và ngoài ra còn thêm ba tháng học tiếng Hebrew sau khi đăng ký, nếu cần thiết. Những người tình nguyện phục vụ lâu hơn cũng có thể được chấp nhận. Có hai tiểu hạng khác của Mahal, cả hai đều hướng tới duy nhất đối tượng nam giới tôn giáo: Mahal Nahal Haredi (16 tháng), và Mahal Hesder, gồm nghiên cứu yeshiva trong 6.5 tháng với 14.5 tháng phục vụ trong IDF, với tổng cộng 21 tháng. Cũng có các chương trình tương tự của IDF cho những người Israel sống ở hải ngoại.
- Sar-El, một tổ chức thuộc Quân đoàn Hậu cần Israel, cung cấp một chương trình tình nguyện cho những người không phải công dân Israel từ 17 tuổi trở nên (hay 15 nếu có cha hoặc mẹ đi kèm). Chương trình cũng hướng tới các công dân Israel, trong độ tuổi từ 30 trở lên, sống ở nước ngoài, những người không phục vụ trong Quân đội Israel và hiện muốn thực hiện nghĩa vụ quân sự. Chương trình thường gồm ba tuần phục vụ tình nguyện tại các căn cứ quân sự ở hậu phương, thực hiện các nhiệm vụ phi chiến đấu.
- Garin Tzabar cung cấp một chương trình chủ yếu cho người Israel di cư với cha mẹ tới Hoa Kỳ khi còn nhỏ tuổi. Dù một khả năng căn bản về tiếng Hebrew không phải là bắt buộc, nhưng nó cũng có ích. Trong tất cả các chương trình được thực hiện, chỉ Garin Tzabar yêu cầu phục vụ đủ thời gian trong IDF. Chương trình được lập thành các giai đoạn: đầu tiên những người tham gia trải qua năm cuộc gặp mặt tại đất nước họ, sau đó là một giai đoạn hội nhập tại Israel ở một kibbutz. Mỗi người được chấp nhận bởi một kibbutz tại Israel và có những khu sinh sống dành cho nó. Người tham gia chia sẻ các tranh nhiệm trong kibbutz khi rời quân ngũ. Những người tham gia bắt đầu chương trình ba tháng trước khi được chấp nhận trong quân đội vào đầu tháng 8.
- Marva là khóa đào tạo cơ bản ngắn hạn trong hai tháng.

## Vũ khí và trang bị

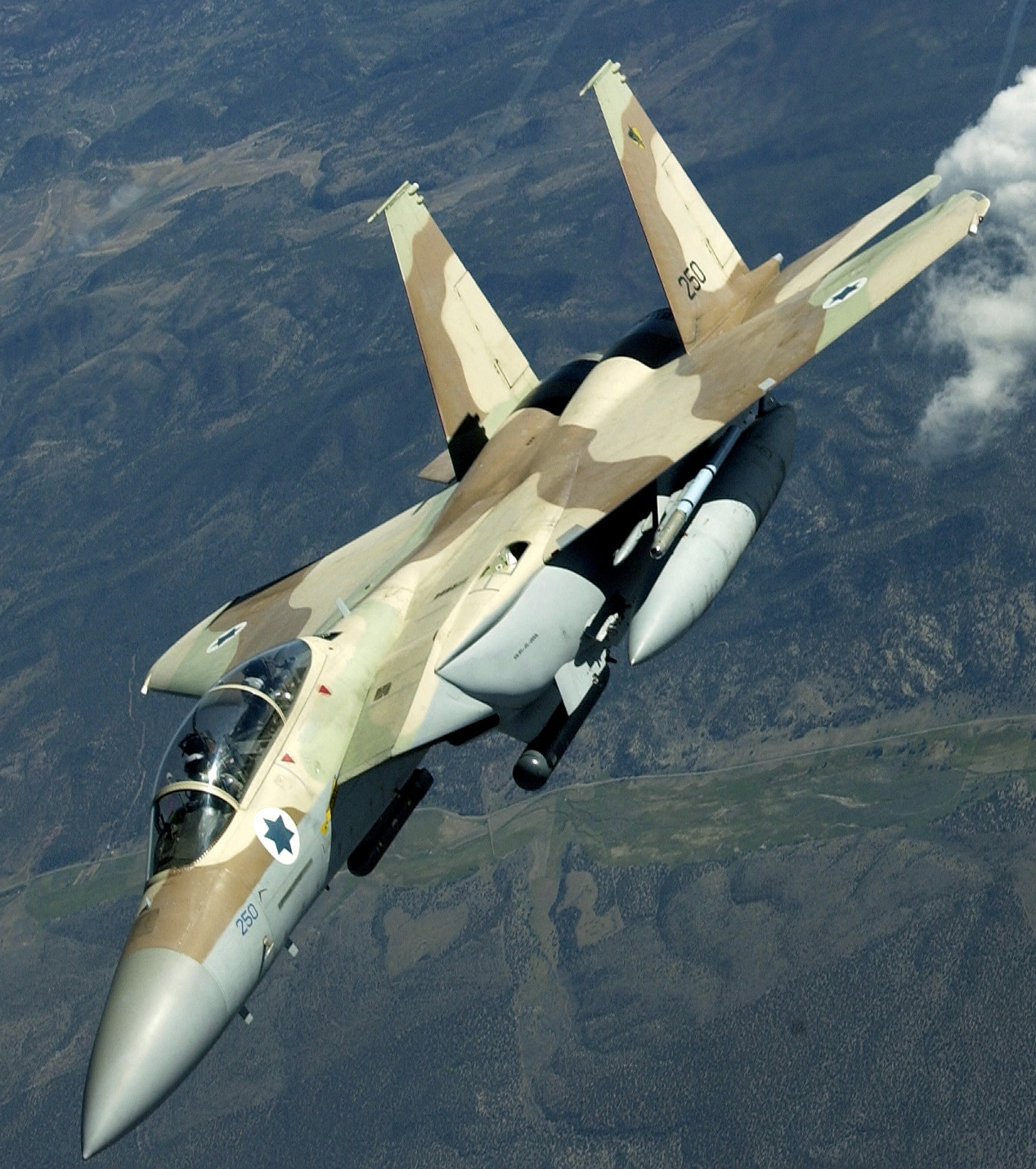
F-15I Ra'am của Không quân Israel

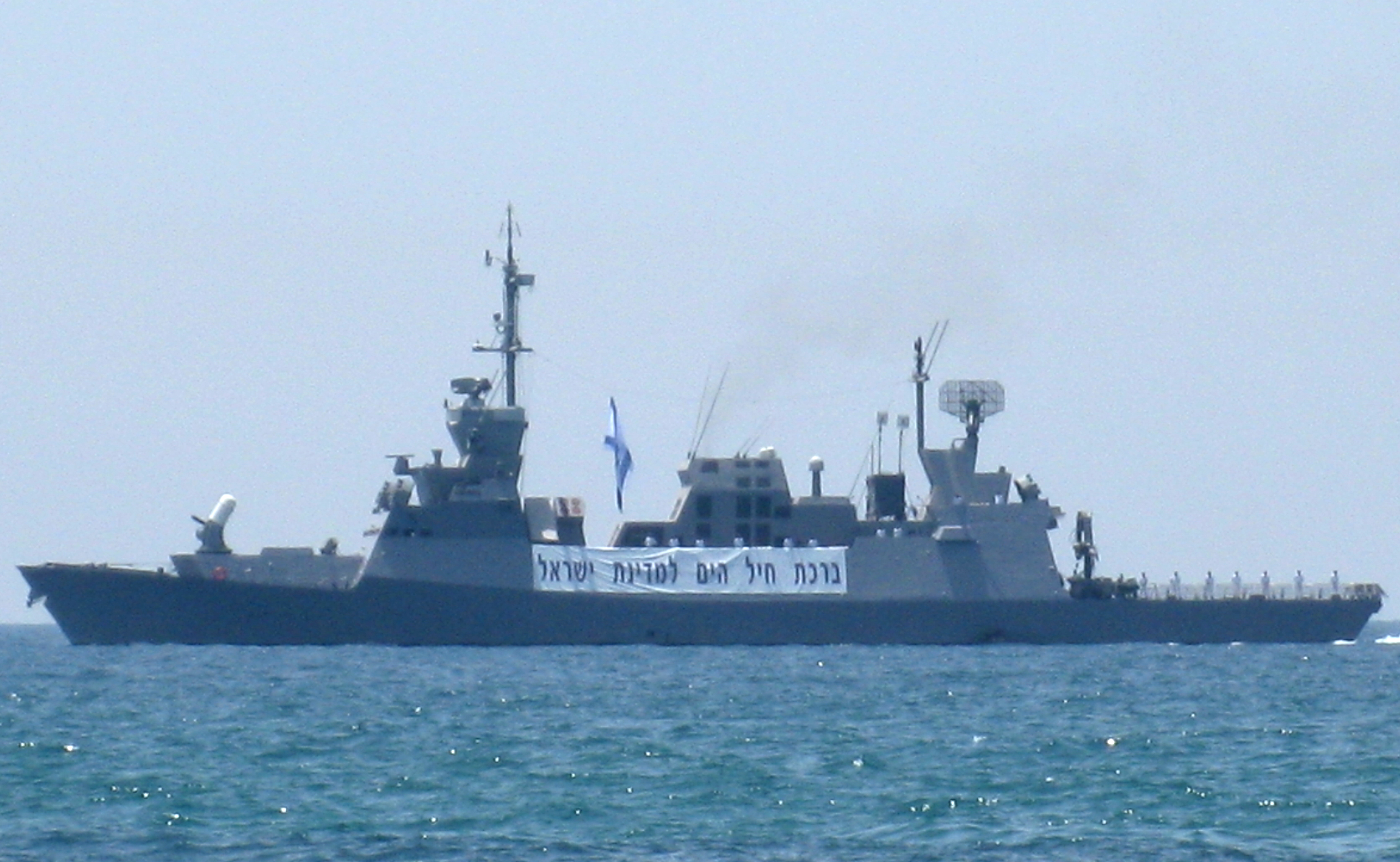
Một chiếc tàu hộ tống lớp Sa'ar 5 của Hải quân Israel

| Trang bị                                  | Số lượng | Đang phục vụ | Đang được chuyển giao |
| ----------------------------------------- | -------- | ------------ | --------------------- |
| Xe tăng chiến trường chính chất lượng cao | 1030     | 1030         | 300                   |
| Xe tăng chất lượng trung bình và thấp     | 1980     | 1620         |                       |
| APC, IFV, ARV, LCV                        | 7070     | 7070         | 250                   |
| Pháo tự hành                              | 1254     | 1114         | 60                    |
| Máy bay tiêm kích                         | 874      | 541          | 25                    |
| Máy bay vận tải quân sự                   | 76       | 66           | 9                     |
| Máy bay huấn luyện quân sự                | 171      | 110          |                       |
| Trực thăng vũ trang                       | 286      | 184          | 6                     |
| Các khẩu đội SAM hạng nặng                | 25       | 25           | 1                     |
| Tàu chiến                                 | 13       | 13           | 9                     |
| Tàu ngầm                                  | 3        | 3            | 2                     |
| Tàu tuần tra                              | 50       | 50           | 8                     |

### Công nghệ quân sự
IDF sở hữu các vũ khí và các hệ thống máy tính hiện đại bậc nhất được sử dụng và công nhận trên toàn thế giới. Một số trang bị được cung cấp từ Hoa Kỳ (với một số chuyển đổi để sử dụng trong IDF) như súng trường tấn công M4A1, súng bắn tỉa bán tự động SR-25 7.62 mm, máy bay tiêm kích F-15 Eagle và F-16 Fighting Falcon, và các loại trực thăng vũ trang AH-64D Apache và AH-1W Super Cobra. Israel cũng đã phát triển ngành công nghiệp vũ khí của riêng mình, với các loại vũ khí và phương tiện như loạt tăng chiến trường chính Merkava, máy bay chiến đấu Kfir, và nhiều loại vũ khí nhỏ như súng tấn công Galil và Tavor, và súng máy Uzi.
IDF cũng có nhiều sở nghiên cứu và phát triển nội bộ lớn, và nó mua nhiều kỹ thuật do ngành công nghiệp an ninh Israel tạo ra gồm IAI, IMI, Elbit, El-Op, Rafael, Soltam, và hàng chục các công ty nhỏ khác. Nhiều sự phát triển đó đã được kiểm nghiệm trên chiến trường trong rất nhiều cuộc chiến và trận đánh của Israel, mang lại sự liên hệ lợi ích cho cả hai bên, IDF thường có những giải pháp được phát triển phục vụ đúng nhu cầu của mình và ngành công nghiệp này có danh tiếng lớn.
Trước sự tăng vọt về chi phí của chương trình Tàu Chiến Littoral của Hoa Kỳ, Israel đang xem xét tự chế tạo các tàu chiến của riêng mình, công việc này sẽ mất một thập kỷ và phụ thuộc vào việc thu hút nguồn tài chính của Hoa Kỳ cho dự án.

### Những phát triển chính
Công nghệ quân sự Israel nổi tiếng về các loại súng, phương tiện chiến đấu thiết giáp (xe tăng, xe thiết giáp chở quân (APC) chuyển đổi từ xe tăng, máy ủi bọc thép, vân vân), máy bay không người lái, và tên lửa (tên lửa và rocket). Israel cũng đã sản xuất máy bay bao gồm cả loại Kfir (dự trữ), IAI Lavi (huỷ bỏ), và Hệ thống cảnh báo sớm trên không IAI Phalcon, và các hệ thống hải quân (tàu tuần tra và tàu tên lửa). Đa số các hệ thống điện tử của IDF (tình báo, viễn thông, chỉ huy và điều khiển, hoa tiêu vân vân) đều do Israel phát triển, gồm cả nhiều hệ thống được lắp đặt trên các thiết bị của nước ngoài (máy bay trinh sát, xe tăng và tàu ngầm), và nhiều loại vũ khí dẫn đường chính xác.
Israel là quốc gia duy nhất trên thế giới có một hệ thống phòng thủ tên lửa đạn đạo đang hoạt động ở mức độ quốc gia - hệ thống Arrow, được cùng chế tạo và cung cấp vốn giữa Israel và Hoa Kỳ. Israel cũng đã làm việc với Hoa Kỳ để phát triển hệ thống laser chiến thuật năng lượng cao chống lại các tên lửa tầm trung (được gọi là Nautilus hay THEL).
Israel có khả năng độc lập phóng vệ tinh trinh sát vào quỹ đạo, một khả năng mà chỉ Nga, Hoa Kỳ, Anh Quốc, Pháp, Hàn Quốc Italia, Đức, Cộng hoà Nhân dân Trung Hoa, Ấn Độ, Nhật Bản, Brasil và Ukraina có được. Các ngành công nghiệp anh ninh của Israel phát triển cả các vệ tinh (Ofeq) và bệ phóng (Shavit).
Israel cũng được cho là đã phát triển một khả năng hạt nhân bản địa, dù không có chi tiết chính thức hay sự thừa nhận nào từng được đưa ra. Về vấn đề chương trình vũ khí hạt nhân này, Israel lựa chọn cách đi theo chính sách nhập nhằng có chủ ý.
Từ năm 2006 Israel đã triển khai Xe thiết giáp Wolf APC để sử dụng trong chiến tranh đô thị và bảo vệ VIP.

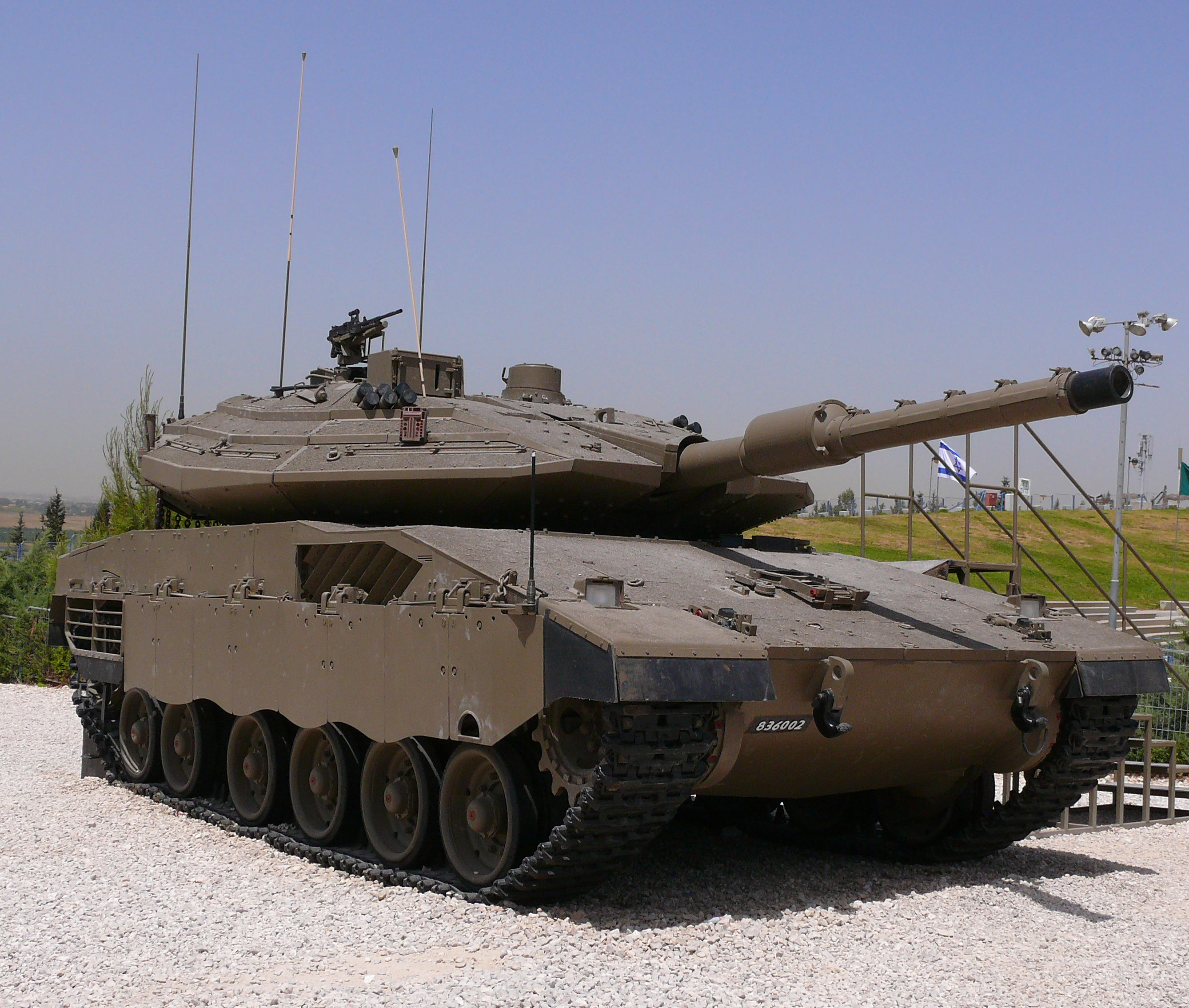
Xe tăng Merkava Mark 4
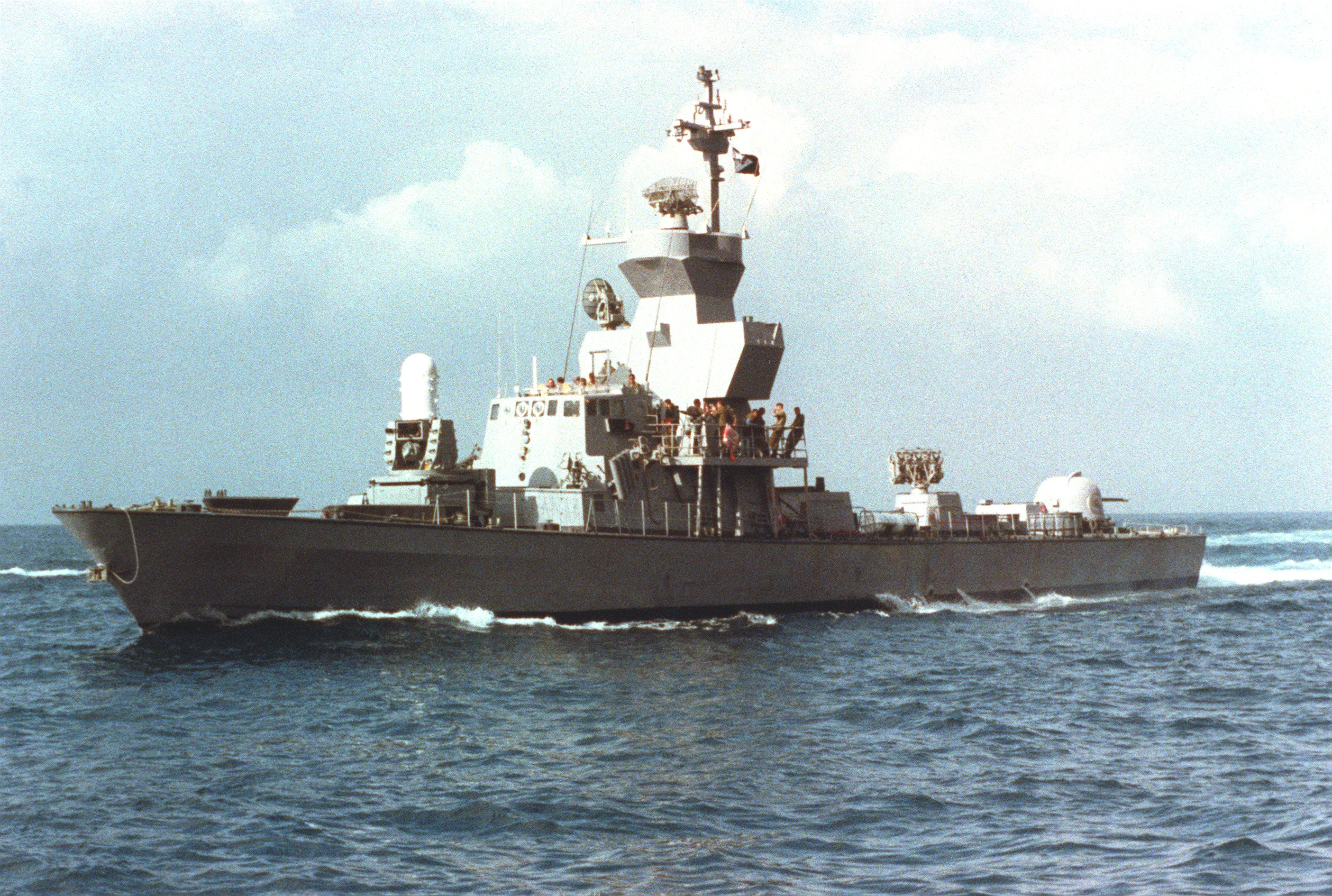
Tàu tên lửa lớp Sa'ar 4.5
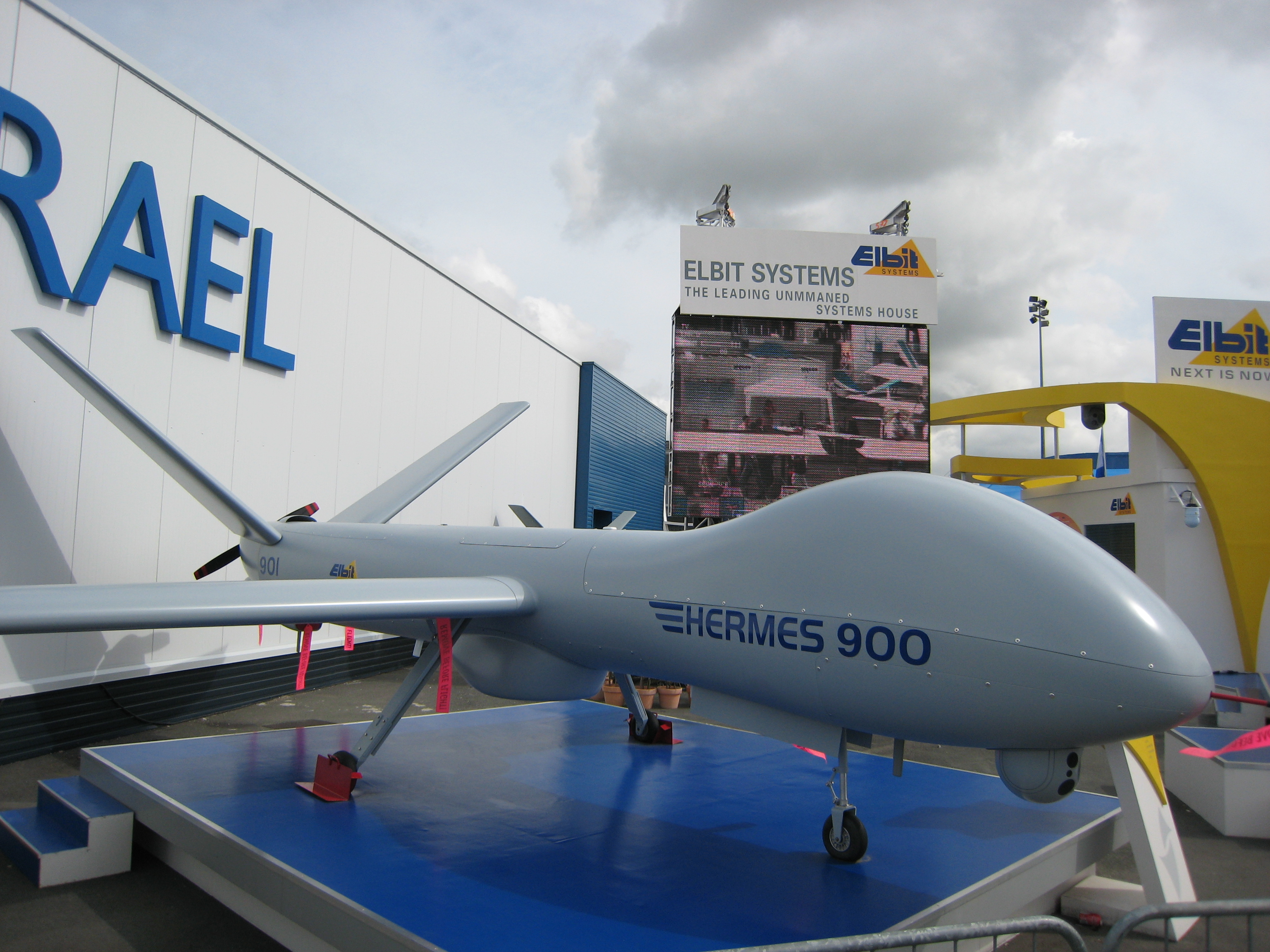
Máy bay không người lái Hermes 900
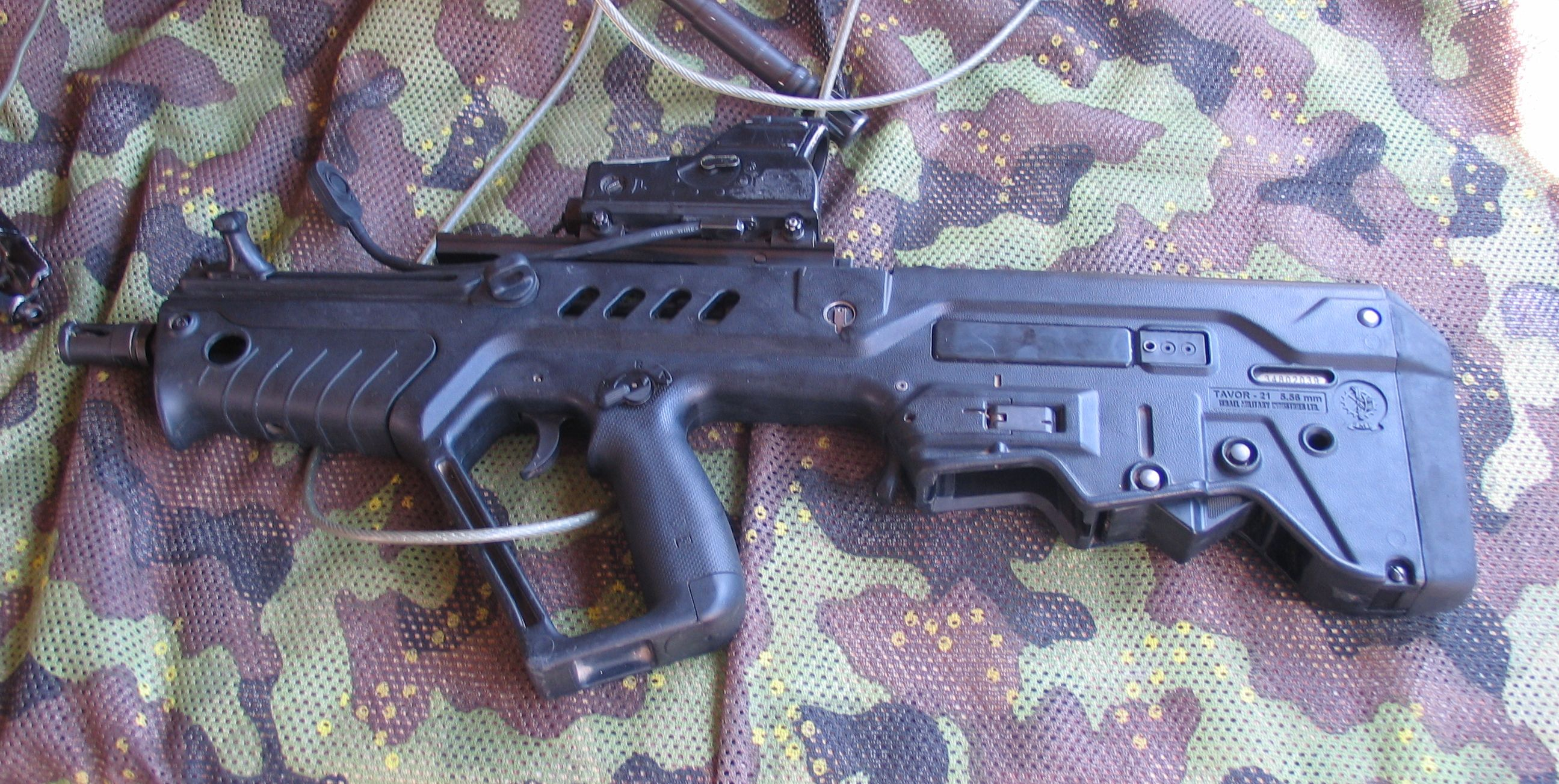
Súng trường tấn công TAR-21
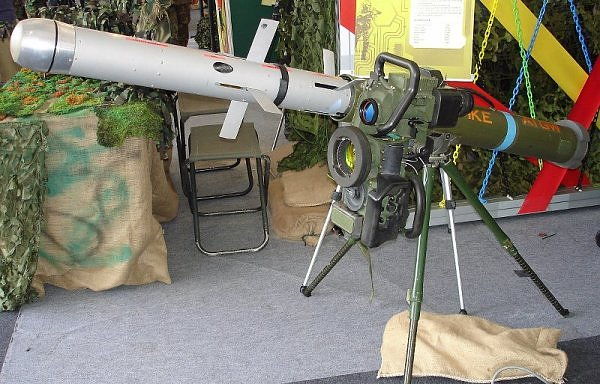
Tên lửa điều khiển chống tăng Spike
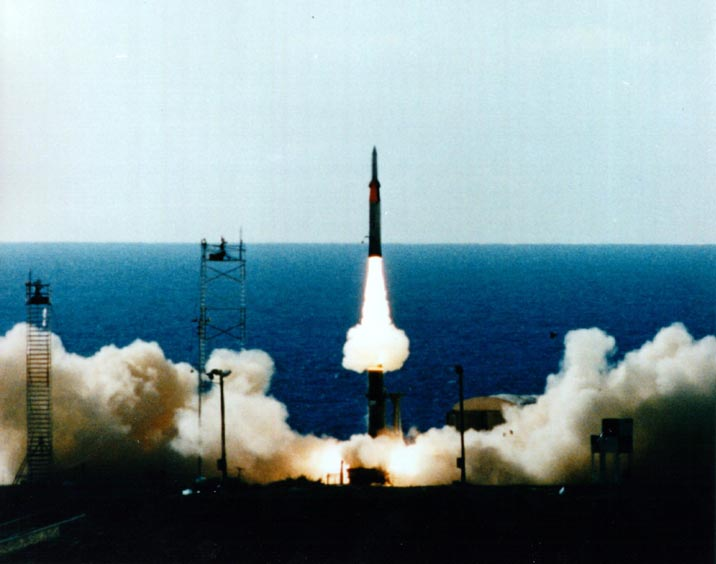
Tên lửa chống tên lửa đạn đạo Arrow
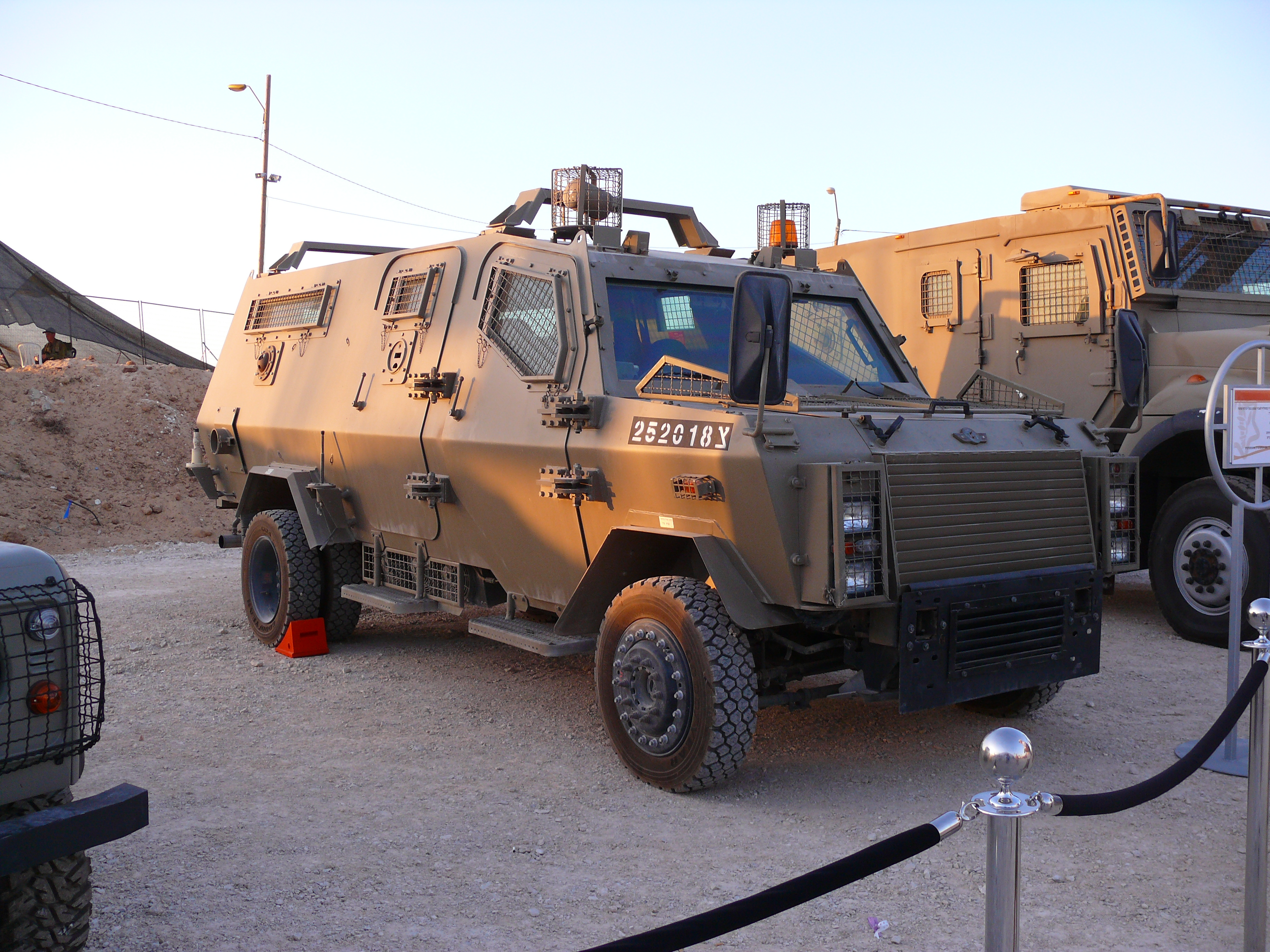
Xe thiết giáp Wolf
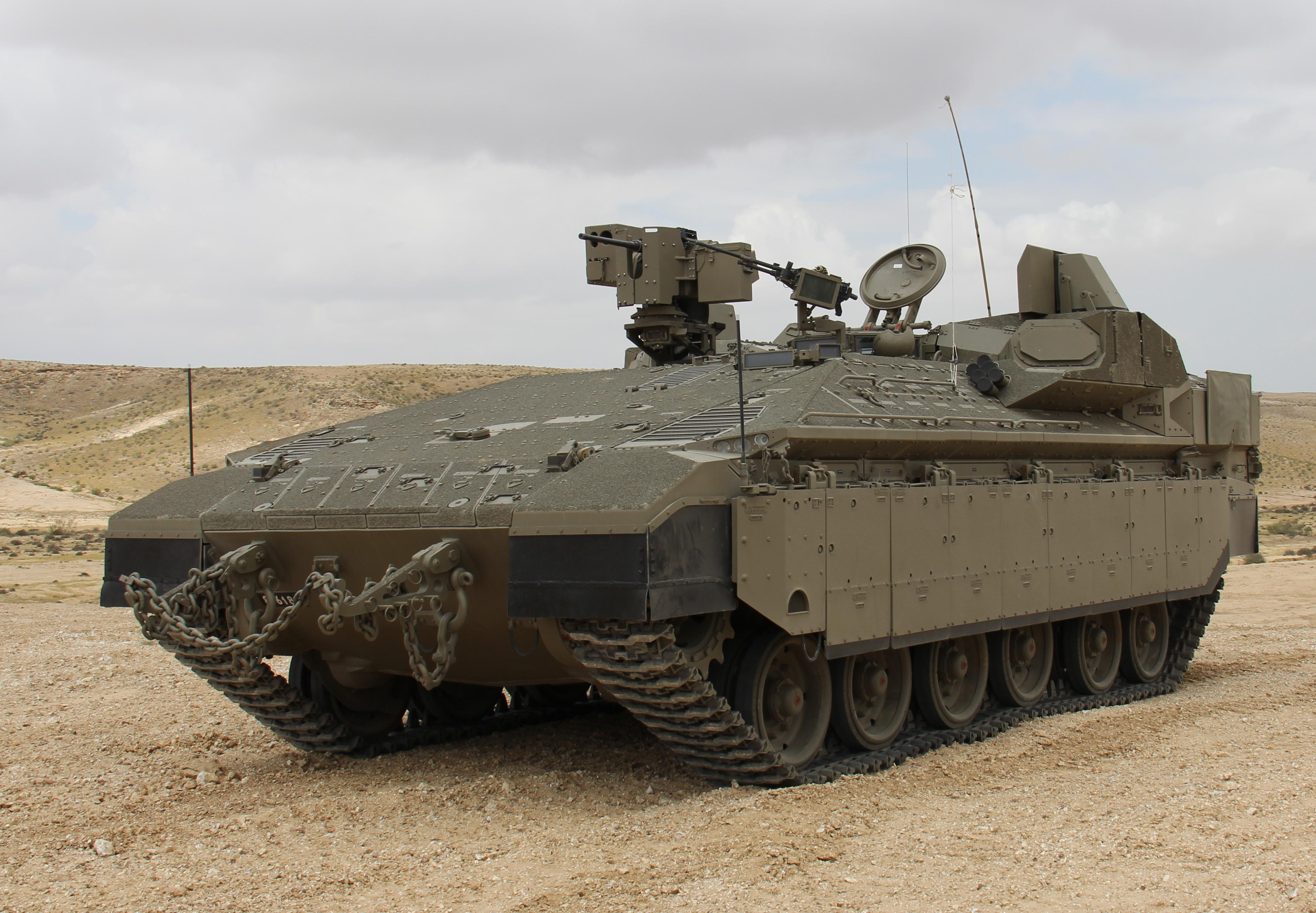
Xe bọc thép chở quân Namer

## Học thuyết

### Học thuyết chính
Học thuyết chính gồm các nguyên tắc sau:

#### Các điểm căn bản
- Israel không thể chịu đựng được việc thua cuộc trong chỉ một cuộc chiến
- Phòng vệ ở mức độ chiến lược, không có tham vọng lãnh thổ
- Mong muốn tránh chiến tranh bằng các biện pháp chính trị và một thái độ ngăn chặn đáng tin cậy
- Ngăn chặn leo thang
- Quyết định kết quả của cuộc chiến một cách nhanh chóng và quả quyết
- Chống chủ nghĩa khủng bố
- Tỷ lệ thương tích rất nhỏ

#### Chuẩn bị phòng vệ
- Một quân đội thường trực nhỏ với khả năng cảnh báo sớm, không quân và hải quân chính quy
- Một khả năng động viên quân dự bị và hệ thống vận tải hiệu quả

#### Chuyển sang phản công
- Phối hợp đa quân chủng
- Nhanh chóng chuyển trận đánh sang đất địch
- Nhanh chóng đạt các mục tiêu chiến tranh

### Chiến tranh mức độ thấp
Với cuộc Xung đột Israel-Palestine đang diễn ra, IDF đã chấp nhận các chiến thuật chiến tranh cường độ thấp - chủ yếu có mục đích chống lại các chiến binh Palestine đang hoạt động từ vùng lãnh thổ có đông thường dân sinh sống.

#### Các vụ ám sát
IDF sử dụng một chiến thuật "ngăn chặn có trọng tâm" (tiếng Hebrew: סיכול ממוקד, Sikul Memukad) với những kẻ khủng bố Palestine, thường được gọi là "giết hại có mục tiêu" hay "ám sát có mục tiêu". Chiến thuật này nhắm tới ngăn chặn các hành động tương lai của chủ nghĩa khủng bố bằng cách giết hại các cá nhân bị phát hiện đã tham gia hay hỗ trợ các hành động như đánh bom tự sát. Ngày 14 tháng 12 năm 2006 Toà án Tối cao Israel phán quyết rằng giết hại có mục tiêu là hình thức hợp pháp của sự tự phòng vệ chống lại những kẻ khủng bố, và vạch ra nhiều điều kiện để áp dụng nó.

#### Phá huỷ nhà cửa

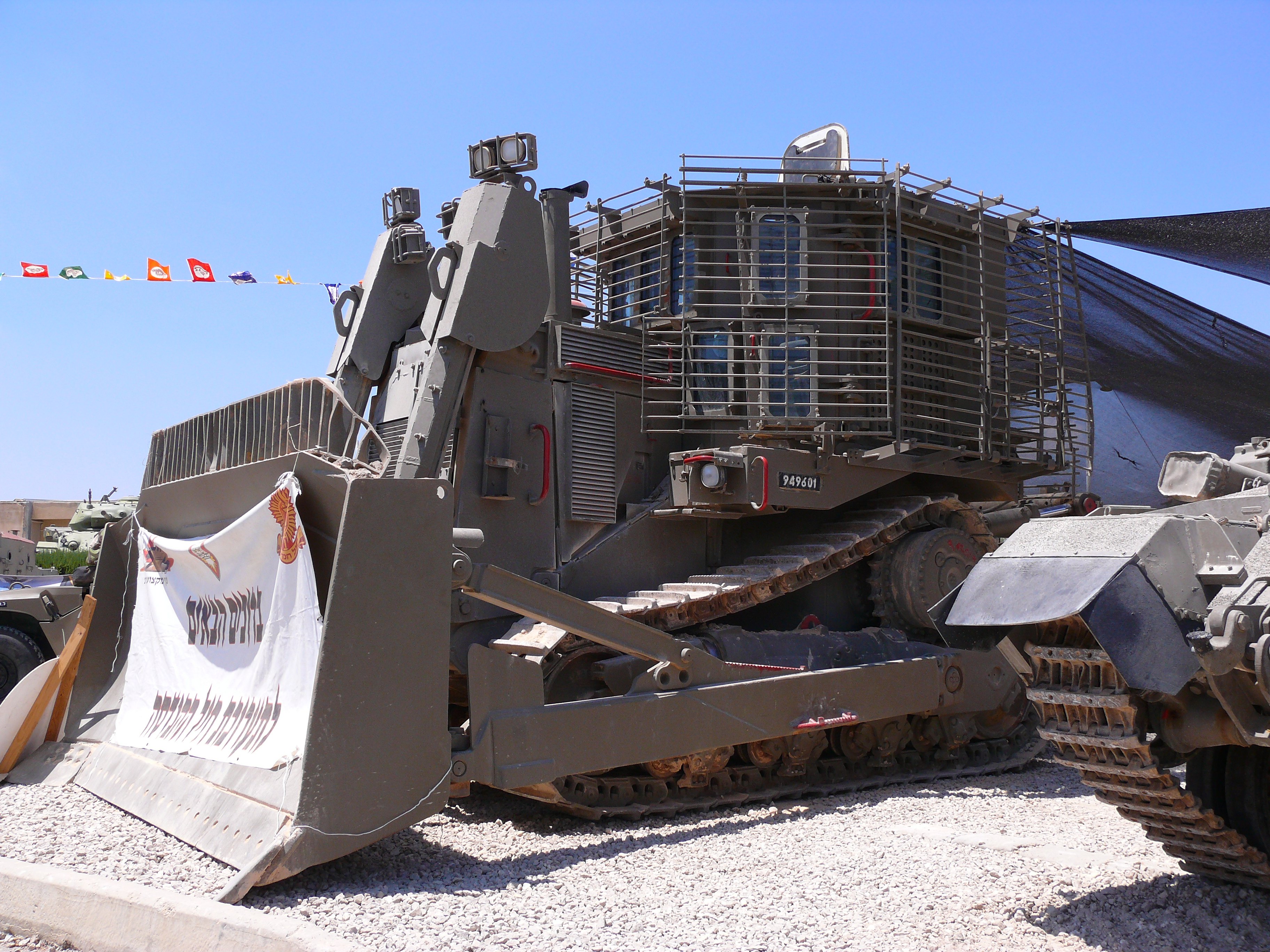
Máy ủi bọc thép IDF Caterpillar D9, một phương tiện chống lại các cuộc tấn công của du kích Palestine.

Tới mùa hè năm 2005 IDF sử dụng một chiến thuật phá huỷ nhà ở của các thành viên gia đình những kẻ đánh bom liều chết, ban đầu tuyên bố rằng đây là một chiến thuật ngăn chặn rất hiệu quả: gia đình những người có thể trở thành những kẻ đánh bom liều chết thỉnh thoảng ngăn cản, thỉnh thoảng thậm chí còn đi xa tới mức thông báo cho IDF, với hy vọng ngăn chặn cái chết của thành viên gia đình cũng như để nhà cửa không bị phá huỷ. Một số người có thể trở thành kẻ đánh bom liều chết thậm chí cảm thấy mủi lòng ở thời khắc cuối cùng, sợ rằng ngôi nhà của cha mẹ mình sẽ bị phá huỷ. Những lời chỉ trích, gồm cả từ các tổ chức nhân quyền, cho rằng tính hiệu quả không giải thích được cho việc dùng bạo lực quá mức.
Số lượng những ngôi nhà bị phá huỷ tăng mạnh, cả như kết quả của sự gia tăng số lượng người đánh bom tự sát, và bởi những tiêu chí nới lỏng hơn cho việc phá huỷ nhà cửa. IDF thường phá huỷ những ngôi nhà mà từ đó những phát đạn được bắn ra vào những khu định cư hay đường giao thông lân cận, những ngôi nhà có lối vào những đường hầm buôn lậu tại Gaza, và vì các lý do an ninh khác.
Phá huỷ nhà cửa cũng có thể xảy ra trong quá trình chiến đấu. Sau khi nhiều binh sĩ IDF thiệt mạng ngay đầu cuộc xung đột khi đang lục soát những ngôi nhà có các chiến binh, IDF đã bắt đầu sử dụng một chiến thuật bao vây những ngôi nhà đó, kêu gọi những người ở trong (thường dân và du kích quân) ra ngoài, và phá huỷ ngôi nhà nơi các chiến binh không chịu đầu hàng. Chiến thuật này, được gọi là "Nohal Sir Lachatz" נוהל סיר לחץ "Bình Áp lực", hiện được sử dụng bất kỳ khi nào có thể (ví dụ, các toà nhà thấp tầng nằm chia tách khỏi những ngôi nhà khác). Người Palestine tuyên bố nhiều trường hợp trong đó các ngôi nhà bị phá huỷ khi đã không còn là mối đe doạ hay với những cái chết của thường dân. IDF tuyên bố rằng trong đại đa số trường hợp những người ở trong nhà là các chiến binh.
Trong một số trận đánh ác liệt, đặc biệt trong Trận Jenin năm 2002 và Chiến dịch Cầu vồng tại Rafah năm 2004, những chiếc xe ủi bọc thép IDF Caterpillar D9 hạng nặng đã được dùng để phá huỷ những ngôi nhà tạo hành lang tiến quân hay để tạo các vị trí trú ẩn cho binh sĩ IDF.
Người Palestine và các tổ chức quốc tế coi việc sử dụng máy ủi để phá huỷ các cấu trúc dân sự là bất hợp pháp. Trong một vụ việc nổi tiếng, nhà hoạt động thuộc Phong trào Đoàn kết Quốc tế Rachel Corrie đã thiệt mạng.
Tới mùa hè năm 2005, sau khi phá huỷ nhiều ngôi nhà, quân đội Israel đi tới kết luận rằng những vụ phá huỷ như thế đã vượt ra khỏi phạm vi hiệu quả của nó và thông báo chấm dứt chính sách này.

## Bộ luật ứng xử
Năm 1992, IDF đã soạn thảo một Bộ luật Ứng xử có bao gồm luật pháp quốc tế, luật Israel, di sản Do Thái và truyền thống đạo đức riêng (tiếng Hebrew: רוח צה"ל, Ru'ah Tzahal).

### Những giá trị được đề cập của IDF
Tài liệu xác định ba giá trị căn bản cho mọi binh sĩ IDF tuân theo, cũng như mười giá trị hạng hai khác (ba giá trị đầu tiên quan trọng nhất, và các điều khác được xếp theo vần chữ cái Hebrew):
Các giá trị căn bản
- Bảo vệ Nhà nước, các Công dân và Người cư trú trong nhà nước - "Mục tiêu của IDF là bảo vệ sự tồn tại của Nhà nước Israel, sự độc lập, của nhà nước và an ninh của các công dân và những người cư trú của nhà nước."
- Yêu Tổ quốc và Trung thành với Quốc gia - "Ở trung tâm của việc phục vụ IDF là tình yêu tổ quốc và cam kết và tận tuỵ với Nhà nước Israel -một nhà nước dân chủ hoạt động như một quốc gia là quê hương cho Người Do Thái- các công dân và người cư trú trong nhà nước."
- Phẩm giá con người - "IDF và các binh sĩ của mình buộc phải bảo vệ phẩm giá con người. Mọi con người đều có giá trị không cần biết tới nguồn gốc, tôn giáo, quốc tịch, giới tính, vị thế hay vị trí."

Các giá trị khác
- Kiên trì Mục tiêu khi Thực hiện Nhiệm vụ và Hướng tới Chiến thắng - "Các nam nữ binh sĩ trong IDF sẽ chiến đấu và can đảm đối mặt với mọi hiểm nguy và trở ngại; Họ sẽ kiên trì trong sứ mệnh một cách kiên cường và thận trọng thậm chí khi gặp nguy hiểm tới tính mạng."
- Trách nhiệm - "Các nam nữ binh sĩ của IDF sẽ là những người tham gia tích cực vào sự bảo vệ nhà nước, các công dân và người cư trú tại nhà nước. Họ sẽ thực hiện các nhiệm vụ của mình vào mọi lúc với sáng kiến, sự chú tâm và cần cù với lẽ phải và bên trong cơ sở quyền lực của mình, trong khi vẫn sẵn sàng gánh trách nhiệm về hành động của mình."
- Tính tin cậy - "Các nam nữ binh sĩ của IDF sẽ trình bày mọi điều một cách khách quan, hoàn chỉnh và chính xác, trong khi lập kế hoạch, thực hiện và báo cáo. Họ sẽ hành động theo cách các đồng đội và chỉ huy của họ có thể tin cậy vào họ khi thực hiện nhiệm vụ của mình."
- Ví dụ Cá nhân - "Các nam nữ binh sĩ của IDF sẽ xử sự như được yêu cầu, và sẽ tự bắt mình thực hiện những điều mình đòi hỏi ở người khác, ngoài sự thừa nhận của khả năng và trách nhiệm của họ bên trong quân đội và không cần phải là một hình mẫu xứng đáng."
- Nhân mạng - "Các nam nữ binh sĩ của IDF sẽ hành động theo một cách thức công bằng và an toàn, ngoài sự công nhận giá trị tối cao của nhân mạng. Trong chiến đấu họ sẽ chỉ đặt mình và các đồng đội trước mối nguy hiểm khi điều đó là cần thiết để thực hiện nhiệm vụ của mình."
- Sự trong sạch của Vũ khí - "Người lính sẽ sử dụng vũ khí và quyền lực của mình chỉ để thực hiện nhiệm vụ và chỉ ở mức độ cần thiết; anh ta sẽ luôn giữ tính nhân đạo cả khi trong chiến đấu. Người lính sẽ không sử dụng vũ khí và quyền lực của mình để làm hại tới những người không phải là chiến binh và các tù binh chiến tranh, và sẽ làm mọi điều mình có thể để tranh làm hại tới cuộc sống, thân thể, danh dự và tài sản của họ."
- Tính chuyên nghiệp - "Các nam nữ binh sĩ IDF sẽ có sự hiểu biết chuyên nghiệp và kỹ năng cần thiết để thực hiện các nhiệm vụ của mình, và sẽ thực hiện chúng một cách liên tục để hoàn thiện bản thân và có được các thành tựu."
- Kỷ luật - "Các nam nữ binh sĩ IDF sẽ cố gắng ở mức cao nhất khả năng của mình để hoàn thành hoàn toàn và thành công mọi điều được yêu cầu theo mệnh lệnh và tinh thần. Các binh sĩ IDF sẽ thận trọng trong việc chỉ đưa ra các mệnh lệnh hợp pháp, và sẽ tự kìm chế khỏi việc tuân theo các mệnh lệnh rõ ràng phi pháp."
- Tình đồng chí - "Các nam nữ binh sĩ IDF sẽ hành động bên ngoài tình anh em và sự tận tuỵ với các đồng chí của mình, và sẽ luôn hộ trợ họ khi họ cần hay phụ thuộc vào họ, dù có bất kỳ nguy hiểm hay khó khăn nào, thậm chí khi phải nguy hiểm tới tính mạng."
- Ý thức nhiệm vụ - "Các binh sĩ IDF coi việc phục vụ trong IDF là một sứ mệnh; Họ sẽ sẵn sàng cống hiến mọi khả năng của mình để bảo vệ nhà nước, các công dân và người sinh sống tại đó. Điều này bởi thực tế rằng họ là những đại diện của IDF đang hành động trên cơ sở và kuôn khổ của quyền lực được trao cho họ tương ứng với các mệnh lệnh của IDF."

### Bộ luật ứng xử với các du kích quân và thường dân Palestine

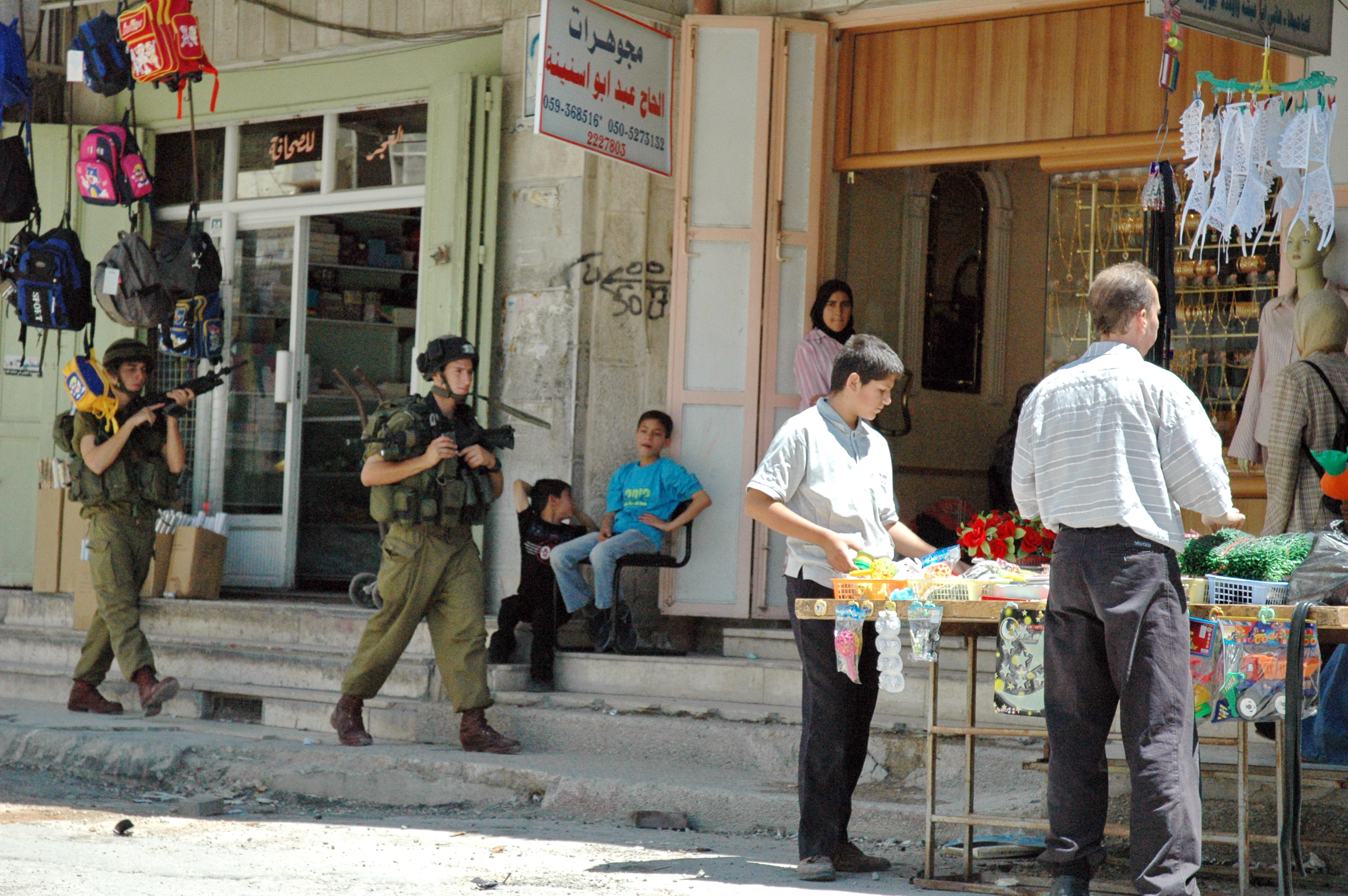
Hai binh sĩ Israel trên một đường phố tại Hebron

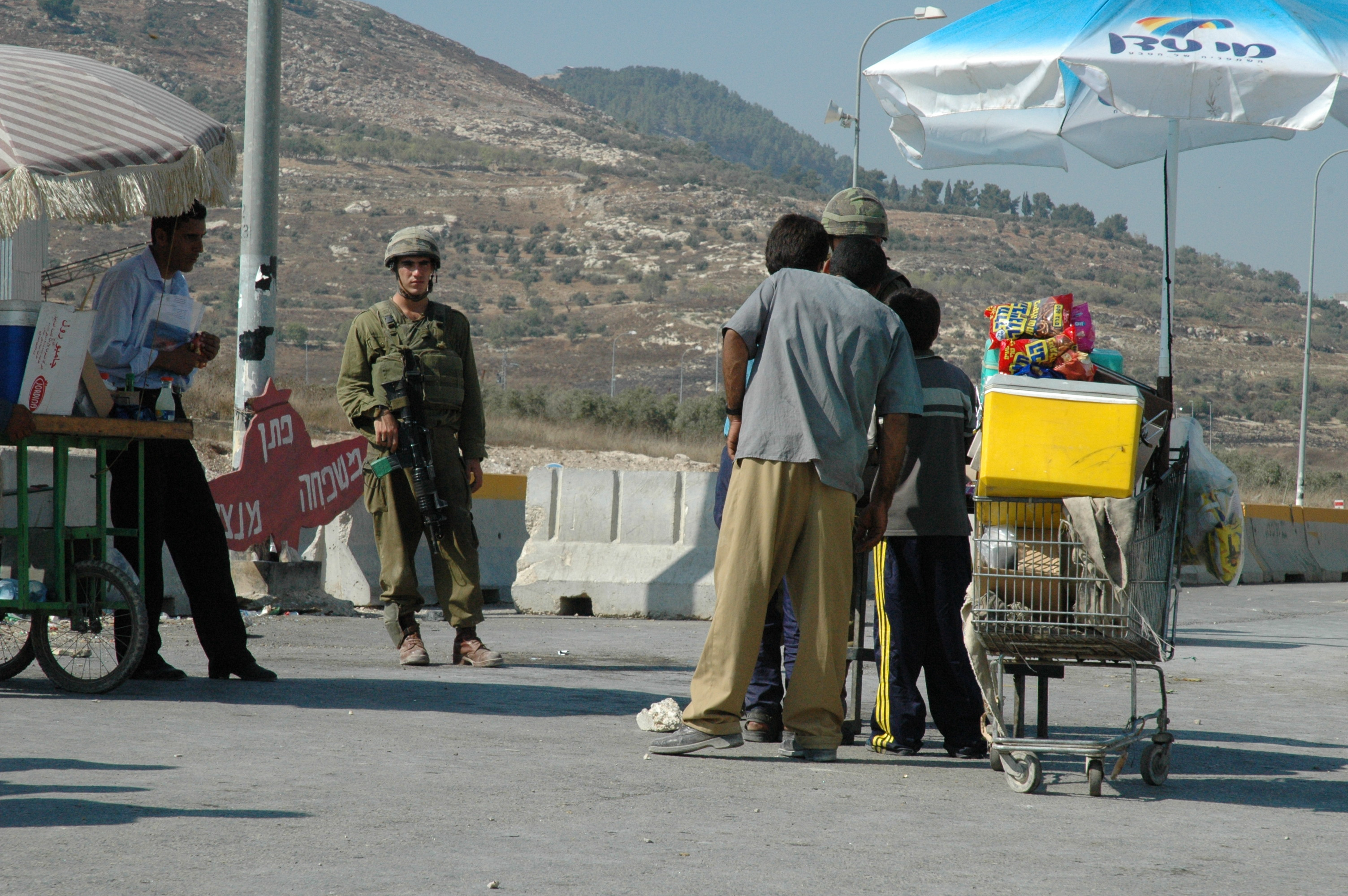
Một binh sĩ Israel mua hàng từ những người Palestine bán đồ giải khát tại một chốt gác của Israel

Năm 2004 một đội gồm các giáo sư, cựu sĩ quan và thẩm phán, dưới sự lãnh đạo của chủ tịch ban Đạo đức tại Đại học Tel Aviv, Giáo sư Asa Kasher, đã phát triển một bộ luật ứng sử nhấn mạnh trên quyền hành động trong chiến tranh cường độ thấp chống lại những kẻ khủng bố, nơi các binh sĩ phải hoạt động trong môi trường dân cư đô thị. Các đơn vị dự bị và các đơn vị thường trực đều học mười một quy tắc ứng xử sau, chúng là những điều phụ thêm vào cho Tinh thần IDF chung:
1. Hành động quân sự chỉ có thể được sử dụng chống lại các mục tiêu quân sự.
2. Việc sử dụng vũ lực phải có mức độ.
3. Các binh sĩ chỉ có thể sử dụng vũ khí được IDF cung cấp.
4. Bất kỳ ai đã đầu hàng đều không thể bị tấn công.
5. Chỉ những người được huấn luyện đầy đủ mới được thẩm vấn tù nhân.
6. Các binh sĩ phải hành động phù hợp với phẩm giá và tôn trọng người dân Palestine và những người bị bắt giữ.
7. Các binh sĩ phải thực hiện chăm sóc y tế thích hợp, khi điều kiện cho phép, cho mình và kẻ thù.
8. Cướp bóc là tuyệt đối và hoàn toàn phi pháp.
9. Các binh sĩ phải thể hiện sự tôn trọng thích hợp với các địa điểm và vật dụng tôn giáo và văn hoá.
10. Các binh sĩ phải bảo vệ các nhân viên hỗ trợ quốc tế, gồm cả tài sản và phương tiện của họ.
11. Các binh sĩ phải báo cáo mọi sự vi phạm bộ luật này.

## Đồng minh

### Hoa Kỳ

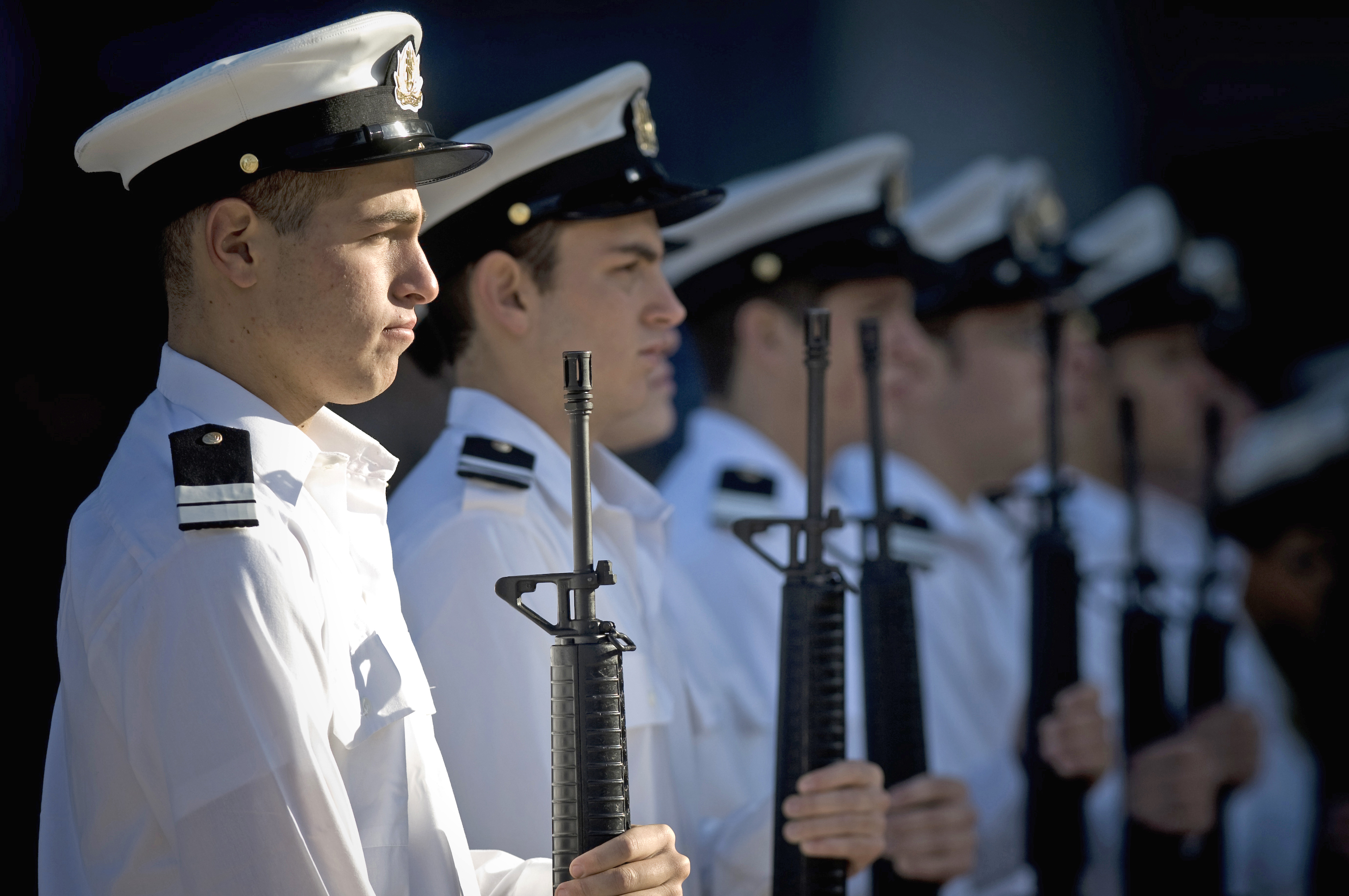
Các thủy thủ thuộc Hải quân Israel

Năm 1983, Hoa Kỳ và Israel đã thiết lập một Nhóm Quân sự Chính trị Chung, nhóm họp hai lần một năm. Cả Hoa Kỳ và Israel đều tham gia vào các cuộc lên kế hoạch quân sự và tập trận chung, và đã cộng tác trong nghiên cứu quân sự và phát triển vũ khí. Ngoài ra Quân đội Hoa Kỳ duy trì hai Kho Dự trữ Chiến tranh bí mật tại Israel với giá trị $493 triệu. Israel có quy chế đặc biệt là Đồng minh lớn không thuộc NATO của Hoa Kỳ. Vì thế, Hoa Kỳ và Israel chia sẻ cho nhau rất nhiều an ninh và kỹ thuật quân sự.
Từ năm 1976, Israel là nước nhận viện trợ nước ngoài lớn nhất của Hoa Kỳ. Năm 2004, Israel nhận $2.16 tỷ viện trợ Tài chính Quân sự Nước ngoài (FMF) từ Bộ Quốc phòng. Con số này đã gia tăng trong những năm gần đây vì viện trợ kinh tế phi quân sự đang được chuyển sang viện trợ quân sự. Một tỷ lệ lớn số viện trợ quân sự này được dùng cho việc mua trang thiết bị quân sự từ Mỹ.

### Ấn Độ
Ấn Độ và Israel có các mối quan hệ quân sự và chiến lược mạnh. Một số nhà phân tích đã gọi liên minh giữa Ấn Độ và Israel là "trục mới trong cuộc chiến chống khủng bố". Ngoài việc là đối tác kinh tế đứng hàng thứ hai của Israel ở châu Á, Ấn Độ cũng là khách hàng lớn nhất của các loại vũ khí của Israel trên thế giới. Năm 2006, giá trị mua bán quân sự hàng năm giữa Ấn Độ và Israel ở mức US$900 triệu. Các công ty quốc phòng Israel có gian triển lãm lớn nhất tại Aero India show năm 2009, trong đó Israel chào hàng nhiều loại vũ khí hiện đại cho Ấn Độ. Hợp đồng quân sự lớn đầu tiên giữa hai quốc gia và việc bán các radar EL/M-2075 AEW của Israel cho Không quân Ấn Độ năm 2004. Tháng 3 năm 2009, Ấn Độ và Israel đã ký một thoả thuận trị giá US$1.4 tỷ theo đó Israel sẽ bán cho Ấn Độ một hệ thống phòng không tiên tiến. Ấn Độ và Israel cũng đã thực hiện sự hợp tác to lớn về hàng không vũ trụ. Năm 2008, tên lửa ISRO của Ấn Độ đã phóng vệ tinh do thám TecSAR tiên tiến nhất của Israel vào vũ trụ. Năm 2009, Ấn Độ được thông báo đã phát triển một vệ tinh trinh sát công nghệ cao RISAT-2 với sự hỗ trợ to lớn từ Israel. Vệ tinh đã được Ấn Độ phóng thành công tháng 4 năm 2009.
Nhiều nhà phân tích coi các cuộc tấn công Mumbai năm 2008 là một vụ tấn công vào quan hệ đối tác đang phát triển giữa Ấn Độ và Israel. Trong quá khứ, Ấn Độ và Israel đã tổ chức nhiều cuộc tập trận chống khủng bố chung và có thông báo rằng ngay sau những vụ tấn công vào Mumbai, Israel đã giúp Ấn Độ thực hiện những cuộc tấn công chống khủng bố bên trong lãnh thổ Pakistan.

### Đức
Đức cung cấp vũ khí cho Israel, gồm cả các tàu ngầm lớp Dolphin. Sự hợp tác quân sự không liên tục nhưng mang lại lợi ích cho cả hai phía: Ví dụ, tình báo Israel, đã gửi các xe thiết giáp của Khối Warszawa bị bắt cho Tây Đức để phân tích. Những kết quả giúp Đức phát triển một hệ thống chống tăng.
Năm 2008, có tiết lộ rằng Đức và Israel đã cùng phát triển một hệ thống cảnh báo hạt nhân, được gọi là Chiến dịch Bluebird.

### Canada
Canada luôn ủng hộ Israel và thường làm việc với Hoa Kỳ để hỗ trợ các nỗ lực quốc phòng. Một ví dụ chính của điều này là việc Canada bỏ ra ngoài phòng họp của Liên Hợp Quốc khi Tổng thống Iran Mahmud Ahmadinezhad phát biểu bác bỏ sự kiện Holocoust và lăng mạ Israel và người Do Thái trên toàn thế giới. Nhiều quốc gia khác, gồm cả Hoa Kỳ cũng rời bỏ phòng họp theo Canada và chỉ chưa đầy một nửa các phái đoàn còn ở lại sau sự việc này.